# Liste der Kulturdenkmale in Innenstadt (Görlitz), R–Z
In der Liste der Kulturdenkmale in Innenstadt (Görlitz), R–Z sind sämtliche Kulturdenkmale der Görlitzer Innenstadt verzeichnet, die bis Oktober 2017 vom Landesamt für Denkmalpflege Sachsen erfasst wurden (ohne archäologische Kulturdenkmale) und deren Straßenname mit den entsprechenden Anfangsbuchstaben beginnt. Die Anmerkungen sind zu beachten.
Diese Liste ist eine Teilliste der Liste der Kulturdenkmale in Görlitz.

## Liste der Kulturdenkmale in Innenstadt (Görlitz), R–Z
| Bild                                    | Bezeichnung | Lage                                                                     | Datierung | Beschreibung | ID       |
| --------------------------------------- | --- | ------------------------------------------------------------------------ | --- | --- | -------- |
|                                         | Mietshaus in geschlossener Bebauung | Rauschwalder Straße 1 (Karte)                                            | Nach 1890 | Baugeschichtlich und städtebaulich von Bedeutung | 09280715 |
|                                         | Mietshaus in geschlossener Bebauung | Rauschwalder Straße 2 (Karte)                                            | Nach 1890 | Baugeschichtlich und städtebaulich von Bedeutung | 09280716 |
|                                         | Mietshaus in geschlossener Bebauung | Rauschwalder Straße 3 (Karte)                                            | Nach 1890 | Baugeschichtlich und städtebaulich von Bedeutung | 09280717 |
|                                         | Mietshaus in geschlossener Bebauung | Rauschwalder Straße 4 (Karte)                                            | Um 1890 | Baugeschichtlich und städtebaulich von Bedeutung. Treppenhaus alt. Erdgeschoss verändert. | 09281202 |
|                                         | Mietshaus in geschlossener Bebauung | Rauschwalder Straße 5 (Karte)                                            | Um 1890 | Klinkerfassade, baugeschichtlich und städtebaulich von Bedeutung | 09281203 |
|                                         | Mietshaus in nach links geschlossener Bebauung | Rauschwalder Straße 6 (Karte)                                            | Um 1890 | Klinkerfassade, baugeschichtlich und städtebaulich von Bedeutung | 09281204 |
| Direkt Bild zu diesem Denkmal hochladen | Nebengebäude im hinteren Teil des Grundstücks | Rauschwalder Straße 7 (Karte)                                            | Ende 19. Jahrhundert | Kleines Haus mit Pultdach, baugeschichtlich von Bedeutung | 09281205 |
|                                         | Mietshaus in geschlossener Bebauung | Rauschwalder Straße 8 (Karte)                                            | Um 1895 | Städtebaulich von Bedeutung | 09281206 |
|                                         | Mietshaus in geschlossener Bebauung | Rauschwalder Straße 9 (Karte)                                            | 1876 | Bauherr Stellmacher Gustav Fietze, städtebaulich von Bedeutung. Baupolizeiakten: - Plan 1876 Neubau Stellmacher Fietze - Am Ende des Mittelganges jeweils zwei kleine (innenliegende) Küchen, so dass jede Wohnung nur zwei Zimmer dazu hatte - Plan 1883 - 1882 Remisengebäude unter neuem Eigentümer Friedrich Köhler. Diese 1886 noch mal umgebaut, nach vorn vergrößert. Wohl 1893 hier zwei Stuben eingerichtet. - 1894 wird das HH richtig zur Wohnung - 1898 Eigentümer Hugo Heinze, bricht neben Durchfahrt Ladentür ein, die es aber heute nicht mehr gibt - 1911 Entwässerungsanlage, WCs | 09281207 |
|                                         | Mietshaus in geschlossener Bebauung, Eckhaus zur Cottbuser Straße | Rauschwalder Straße 13 (Karte)                                           | Um 1890 | Aufwändige Historismusfassade, baugeschichtlich und straßenbildprägend von Bedeutung. Eckhaus, Ecke hochgezogen. Ecke Erdgeschoss verändert, ehemals Restaurant. | 09280944 |
|                                         | Mietshaus in geschlossener Bebauung | Rauschwalder Straße 14 (Karte)                                           | Um 1890 | Reiche Historismusfassade, baugeschichtlich und städtebaulich von Bedeutung. Treppenhausfenster mit verschiedenem Glas. | 09280943 |
|                                         | Mietshaus in geschlossener Bebauung, mit Hofgebäude | Rauschwalder Straße 15 (Karte)                                           | Um 1890 | Baugeschichtlich und straßenbildprägend von Bedeutung. Schönes Hofgebäude. Treppenhausfenster mit verschiedenem Glas. | 09280942 |
|                                         | Mietshaus in geschlossener Bebauung | Rauschwalder Straße 16 (Karte)                                           | Um 1895 | Baugeschichtlich und städtebaulich von Bedeutung. Erdgeschoss links verändert (Fenster), ehemals Laden? Innen Reste von Schablonenmalerei. | 09280941 |
|                                         | Mietshaus in geschlossener Bebauung | Rauschwalder Straße 17 (Karte)                                           | Um 1895 | Reiche Putzfassade, baugeschichtlich und städtebaulich von Bedeutung | 09280940 |
|                                         | Mietshaus in geschlossener Bebauung | Rauschwalder Straße 19 (Karte)                                           | Um 1895 | Baugeschichtlich und städtebaulich von Bedeutung | 09280939 |
|                                         | Mietshaus mit Laden in geschlossener Bebauung, Eckhaus zur Spremberger Straße | Rauschwalder Straße 20 (Karte)                                           | Um 1895 | Baugeschichtlich und straßenbildprägend von Bedeutung. Eckhaus, Ecke wie bei gegenüberliegendem Haus hochgezogen. Städtebaulich gut, Haus aber recht ruinös, teilweise leer. | 09280938 |
|                                         | Mietshaus in geschlossener Bebauung, mit Laden | Rauschwalder Straße 22 (Karte)                                           | Um 1890 | Baugeschichtlich und städtebaulich von Bedeutung. Laden ehemals Schiller-Apotheke, mit originaler Front aus 20er Jahren mit schönem Ausleger. Im Treppenhaus Jugendstil-Schablonenmalerei. Fenster mit verschiedenem Glas. | 09280922 |
|                                         | Mietshaus in geschlossener Bebauung | Rauschwalder Straße 23 (Karte)                                           | Um 1890 | Reiche Putzfassade, baugeschichtlich und städtebaulich von Bedeutung. Treppenhausfenster mit verschiedenem Glas. | 09280921 |
|                                         | Mietshaus in geschlossener Bebauung | Rauschwalder Straße 24 (Karte)                                           | Um 1890 | Reiche Putzfassade, baugeschichtlich und städtebaulich von Bedeutung. Schöne, teilweise geätzte Treppenhausfenster. Fußbodenkacheln. Ehemals Laden im Erdgeschoss. | 09280920 |
|                                         | Mietshaus in geschlossener Bebauung | Rauschwalder Straße 25 (Karte)                                           | Um 1890 | Baugeschichtlich und städtebaulich von Bedeutung. Drittes Obergeschoss geglättet. Dachaufbauten fehlen. | 09280919 |
|                                         | Mietshaus in geschlossener Bebauung | Rauschwalder Straße 26 (Karte)                                           | Um 1890 | Baugeschichtlich und städtebaulich von Bedeutung. Überall schöne alte Wohnungstüren. | 09280918 |
|                                         | Mietshaus in geschlossener Bebauung | Rauschwalder Straße 27 (Karte)                                           | Um 1890 | Baugeschichtlich und städtebaulich von Bedeutung. Laden neu. | 09280917 |
|                                         | Mietshaus in geschlossener Bebauung | Rauschwalder Straße 28 (Karte)                                           | Um 1890 | Klinkerfassade, baugeschichtlich und städtebaulich von Bedeutung. Klinkerbau. Sehr schöne, farbig und weiß geätzte Treppenhausfenster. | 09280916 |
|                                         | Mietshaus in geschlossener Bebauung | Rauschwalder Straße 29 (Karte)                                           | Um 1885 | Baugeschichtlich und städtebaulich von Bedeutung | 09280214 |
|                                         | Mietshaus in geschlossener Bebauung, mit Laden | Rauschwalder Straße 30 (Karte)                                           | 1880 | Baugeschichtlich und städtebaulich von Bedeutung. Laden nicht mit originaler, aber älterer Front. Aufwendigere Fassadengestaltung mit Pilastern und Attika. Erdgeschoss etwas verändert. | 09280915 |
|                                         | Mietshaus in geschlossener Bebauung, mit Laden | Rauschwalder Straße 31 (Karte)                                           | Um 1885 | Baugeschichtlich und städtebaulich von Bedeutung. Laden mit originaler Front. Haus leer, zu und ruinös. | 09280914 |
|                                         | Mietshaus in geschlossener Bebauung | Rauschwalder Straße 32 (Karte)                                           | Um 1890 | Baugeschichtlich und städtebaulich von Bedeutung. Ganz schlichte Gestaltung mit verschiedenen Gesimsen. Innen aber schöne alte Wohnungstüren. | 09280913 |
|                                         | Mietshaus in geschlossener Bebauung | Rauschwalder Straße 33 (Karte)                                           | Um 1890 | Baugeschichtlich und städtebaulich von Bedeutung. Ganz schlichte Gestaltung mit verschiedenen Gesimsen. Innen aber schöne alte Wohnungstüren. | 09280912 |
|                                         | Mietshaus in geschlossener Bebauung | Rauschwalder Straße 34 (Karte)                                           | Um 1890 | Baugeschichtlich und städtebaulich von Bedeutung. Ganz schlichte Gestaltung mit verschiedenen Gesimsen. Innen aber schöne alte Wohnungstüren. | 09280911 |
| Direkt Bild zu diesem Denkmal hochladen | Holzfirma Mauksch; Sägewerk und Tischlerei | Rauschwalder Straße 38b (Karte)                                          | Ende 19. Jahrhundert | Zwei parallele Hallen mit Verbindung im hinteren Teil des Grundstückes, Klinker, gestrichen, baugeschichtlich von Bedeutung. Von der davorliegenden Villa 38c ist nichts mehr zu schützen, ebenso die anderen umliegenden Gebäude. | 09281475 |
| Direkt Bild zu diesem Denkmal hochladen | Villa und Fabrik des Rotunda-Werkes | Rauschwalder Straße 38d, 38e (Karte)                                     | Um 1874 (Fabrikantenvilla); 1870–1875 (Fabrik) | Baugeschichtlich und technikgeschichtlich von Bedeutung. Fabrikhalle mit Anbau vorn links, Bruchsteinmauerwerk verputzt mit Klinker-Ecktürmchen, Fenster-, Tür- und Torgewände Klinker. Villa historisierend, originale Ausstattung (Treppenhaus u. a. mit Holzvertäfelung, farbigen Bleiglasfenstern, Art-déco-Fußbodenkacheln). | 09281470 |
| Direkt Bild zu diesem Denkmal hochladen | Wareneinkaufsverein; Fabrikanlage mit drei Fabrikgebäuden über hufeisenförmigem Grundriss, dem nördlichen Bau dahinter und dem Wagenschuppen, dazu die Pflasterung und Einfriedungsmauer an der Straße | Rauschwalder Straße 41 (Karte)                                           | Um 1870 | Östlicher größter Bau massiv, Flügelbauten und freie Bauten Backstein, Pflasterung aus größerem und kleinerem Granit auf dem Gelände, baugeschichtlich und wirtschaftsgeschichtlich von Bedeutung | 09281471 |
|                                         | Bahnhof Görlitz-West; Empfangsgebäude mit südlichem Anbau der Nebenbahnstrecke Görlitz-Weißenberg | Rauschwalder Straße 41 (bei) (Karte)                                     | 1913 | Ausgangsbahnhof der eingleisigen normalspurigen Nebenbahnstrecke der Eisenbahngesellschaft Görlitzer Kreisbahn, baugeschichtlich und eisenbahngeschichtlich von Bedeutung. Empfangsgebäude mit Anbau, beides Walmdächer, erbaut 1913, Provisoriumsbau ab 1905, ab 1938 Bezeichnung Görlitz-West, ab 1. Juli 1948 endeten die Züge der Görlitzer Kreisbahn (Eisenbahngesellschaft) im Bahnhof Görlitz(-West). Güterschuppen rechts Abriss 2009, Putz. | 09289209 |
|                                         | Konsum-Verein; Fabrikgebäude mit Querflügel und dahinterliegendes Bäckereigebäude | Rauschwalder Straße 42, 43 (Karte)                                       | 1890 (Fabrikgebäude); 1920er Jahre (Bäckerei) | Architekt Alfred Hentschel, baugeschichtlich und ortsgeschichtlich von Bedeutung. Hauptgebäude lang in die Tiefe des Grundstückes gestreckt, teilweise etwas verändert (Treppenhausumbau, neue Fenster). Dazu der vorn rechts querliegende Flügel (Klinker). Von den rechts liegenden, sich längs in die Tiefe des Grundstückes erstreckenden Gebäuden nur das vordere und das hinterste unter Denkmalschutz (Abbruch). | 09281472 |
| Direkt Bild zu diesem Denkmal hochladen | Spedition Paul Donath; Möbeltransport und Posthalterei | Rauschwalder Straße 48a (Karte)                                          | Um 1910 | Auch Paul Donath Spedition, mehrere Gebäude in einer Reihe, baugeschichtlich von Bedeutung | 09280973 |
|                                         | Mietshaus mit Laden in vom Typ geschlossener Bebauung, Eckhaus zu „An der weißen Mauer“ | Rauschwalder Straße 50 (Karte)                                           | Um 1895 | Baugeschichtlich und städtebaulich von Bedeutung. Laden mit originaler Front. Eckhaus, Ecke hochgezogen, hier auch im ersten und zweiten Obergeschoss Balkons. Zu. | 09280970 |
|                                         | Mietshaus in geschlossener Bebauung | Rauschwalder Straße 52 (Karte)                                           | Um 1895 | Baugeschichtlich und städtebaulich von Bedeutung | 09280968 |
|                                         | Gasthof in nach rechts geschlossener Bebauung, mit Saalanbau | Rauschwalder Straße 55 (Karte)                                           | 1868 | Ortsgeschichtlich von Bedeutung. Saal an das Gasthofgebäude rückseitig angebaut. Hinterer Teil des Saalanbaus abgebrochen. | 09282662 |
|                                         | Mietshaus in geschlossener Bebauung | Rauschwalder Straße 56 (Karte)                                           | Um 1875 | Baugeschichtlich und städtebaulich von Bedeutung. Von Unterer Denkmalschutzbehörde nach deren Angaben immer als Denkmal behandelt. | 09301147 |
|                                         | Mietshaus in geschlossener Bebauung | Rauschwalder Straße 57 (Karte)                                           | Um 1895 | Baugeschichtlich und städtebaulich von Bedeutung. Hofgebäude zu sehr verändert. | 09280967 |
|                                         | Mietshaus mit Laden und Hinterhaus | Rauschwalder Straße 58 (Karte)                                           | Um 1890 | Baugeschichtlich und städtebaulich von Bedeutung. Laden mit originaler Front. An Hofdurchfahrt Medaillon. Bau mit linkem Hofflügel und Hofgebäude (letzteres sicher älter). | 09280966 |
|                                         | Mietshaus in geschlossener Bebauung | Rauschwalder Straße 59 (Karte)                                           | Um 1880 | Baugeschichtlich und städtebaulich von Bedeutung. Schöne rundbogige Treppenhausfenster. Konsolfries fehlt. | 09280965 |
|                                         | Mietshaus in geschlossener Bebauung | Rauschwalder Straße 60 (Karte)                                           | Um 1895 | Baugeschichtlich und städtebaulich von Bedeutung. In Hofdurchfahrt Reste von Jugendstil-Deckenmalerei (größtenteils mit Schablone). Das Gleiche auch im Treppenhaus, hier Fußbodenkacheln. | 09280964 |
|                                         | Nebengebäude in geschlossener Bebauung | Rauschwalder Straße 64a (Karte)                                          | Um 1880 | Eingeschossig, baugeschichtlicher Wert | 09304902 |
|                                         | Mietshaus in geschlossener Bebauung | Rauschwalder Straße 65 (Karte)                                           | Um 1870 | 1913 als Zentral-Viehhof eingezeichnet, baugeschichtlich und städtebaulich von Bedeutung. Fassaden mit Konsolfries. Zwischen Rauschwalder Straße Nummer 64 und Nummer 65 eine Mauer in Erdgeschoss-Höhe, nicht erhaltenswert. Lücke kann geschlossen werden, gehört sicher zu Nummer 65. | 09280956 |
|                                         | Mietshaus in geschlossener Bebauung | Rauschwalder Straße 66 (Karte)                                           | Um 1870 | Baugeschichtlich und städtebaulich von Bedeutung. Fassade nicht ganz intakt (Teile fehlen). Hofseitig völlig entstellt. | 09280955 |
|                                         | Mietshaus in geschlossener Bebauung | Rauschwalder Straße 67 (Karte)                                           | Um 1895 | Baugeschichtlich und städtebaulich von Bedeutung | 09280954 |
|                                         | Mietshaus in geschlossener Bebauung | Rauschwalder Straße 68 (Karte)                                           | Um 1895 | Baugeschichtlich und städtebaulich von Bedeutung | 09280953 |
|                                         | Mietshaus in geschlossener Bebauung, mit Läden | Rauschwalder Straße 69 (Karte)                                           | Um 1895 | Baugeschichtlich und städtebaulich von Bedeutung, schöne originale Fronten | 09280952 |
|                                         | Mietshaus in geschlossener Bebauung | Rauschwalder Straße 70 (Karte)                                           | Um 1895 | Baugeschichtlich und städtebaulich von Bedeutung, schöne Treppenhausfenster | 09280950 |
|                                         | Mietshaus in geschlossener Bebauung, mit Hofgebäude | Rauschwalder Straße 71 (Karte)                                           | Um 1895 | Baugeschichtlich und städtebaulich von Bedeutung. Im Hof Quergebäude aus Klinker mit Wagenschuppen. | 09280949 |
|                                         | Mietshaus in geschlossener Bebauung | Rauschwalder Straße 72 (Karte)                                           | 1892 | Baugeschichtlich und städtebaulich von Bedeutung. Klinkerbau. Recht morbider Zustand. Balkons fehlen. Im Eingangsbereich Deckenmalerei. Schöne Treppenhausfenster. Fußbodenkacheln. | 09280948 |
| Weitere Bilder                          | Verwaltungsgebäude des Schlachthofes, nach rechts freistehend | Rauschwalder Straße 73 (Karte)                                           | 1899/1900 | Langer Bau mit drei Straßengiebeln, siehe auch Cottbuser Straße 21–23, baugeschichtlich und straßenbildprägend von Bedeutung. Verwaltungsgebäude des Schlachthofes (mit Wohnungen für die Angestellten?). Klinkerbau. Schmiedeeisernes Treppengeländer, Fußbodenkacheln. An Einfahrt zum Schlachthof von der Rauschwalder Straße ist rechts etwas zurückgesetzt das 1910 gebaute Volksbrausebad. | 09280947 |
| Direkt Bild zu diesem Denkmal hochladen | Eisenbahnüberführung über die Rauschwalder/Reichenbacher Straße | Reichenbacher Straße, über Reichenbacher und Rauschwalder Straße (Karte) | 1866/67 | Niederschlesisch-märkische Eisenbahngesellschaft, Eisenbahn Görlitz-Berlin, baugeschichtlich und technikgeschichtlich von Bedeutung. Originalzustand. Eisenträger mit Nieten, Wände mit weißen Kacheln verkleidet, mit Granit eingefasst. Eingeschlossen in die Zusammenstellung: Stellwerk, Brücken, Schrankenwärterhäuschen. Ausgeschlossen aus der Zusammenstellung: reine Eisenbahnwohnhäuser. | 09281468 |
|                                         | Café Fledermaus; Wohn- und Geschäftshaus in geschlossener Bebauung (Salomonstraße 1) mit originaler Ladenfront sowie Kopfbau mit Laden und vorgelagertes Café als spitzwinkliger Flachbau (beide Berliner Straße 51 | Salomonstraße 1 (Hauptanschrift: Berliner Straße 51) (Karte)             | 1857 (erster Bau, Salomonstraße 1); 1889 (Kopfbau, Berliner Straße 51); 1899 (Anbau Café Fledermaus, Berliner Straße 51)                                                                                 | Mit originaler Ladenfront, Bauherr Appreteur Robert Fischer, baugeschichtlich, baukünstlerisch und straßenbildprägend von Bedeutung. Der hohe Kopfbau der beiden Straßenzüge fünfgeschossig. Der spitzwinklige Bau eingeschossig mit dem Café Fledermaus, dieses 1899 als Eisenkonstruktion gebaut. 1993 abgebrannt und zweigeschossig neu aufgebaut. | 09280534 |
|                                         | Spaten-Bräu; Wohn- und Geschäftshaus in geschlossener Bebauung | Salomonstraße 2 (Karte)                                                  | 1880 | Von jeher mit Gaststätte, Bauherr Zimmermeister I. W. Schulz, baugeschichtlich und ortsgeschichtlich von Bedeutung. Reicher Fassadenschmuck mit Formen der Neorenaissance. Seit mindestens 1885 Restauration. 1889 „Zum Münchner Spaten“, 1903 „Augustinerbräu“, 1908 Rückbenennung „Zum Spatenbräu“, gebräuchlichster Name „Spatenbräu“. 1919 kurzzeitig „Zum Halbmond“, nach dem Krieg HOG Weinstube, Landskronbierstube, heute „Die Bierstube“, die Fenster hatten eine schöne Bleiverglasung, sie wurden 1995 an die Partnerstadt Wiesbaden übergeben und dort in die Gaststätte „Stadt Görlitz“ eingebaut. | 09280535 |
|                                         | Mietshaus in geschlossener Bebauung | Salomonstraße 3 (Karte)                                                  | Um 1870 | Baugeschichtlich und städtebaulich von Bedeutung. Giebel über rechtem Risalit, originale Hofdurchfahrt, originale Fenster, originale Haustür. Neuerer Laden. | 09285604 |
|                                         | Mietshaus in geschlossener Bebauung | Salomonstraße 4 (Karte)                                                  | Um 1880 | Baugeschichtlich und städtebaulich von Bedeutung. Originale Haustür, um 1900 geglättet. | 09285605 |
|                                         | Mietshaus in geschlossener Bebauung | Salomonstraße 5 (Karte)                                                  | Nach 1885 | Historismusfassade, baugeschichtlich und städtebaulich von Bedeutung. Originale Hausausstattung. In Eingangsbereich und Treppenhaus Art-déco-Ausmalung. | 09280555 |
|                                         | Mietshaus in geschlossener Bebauung | Salomonstraße 6 (Karte)                                                  | Nach 1885 | Baugeschichtlich und städtebaulich von Bedeutung | 09280556 |
|                                         | Mietshaus in geschlossener Bebauung | Salomonstraße 7 (Karte)                                                  | 1870er Jahre | Baugeschichtlich und städtebaulich von Bedeutung | 09280557 |
|                                         | Mietshaus in geschlossener Bebauung | Salomonstraße 8 (Karte)                                                  | 1870er Jahre | Baugeschichtlich und städtebaulich von Bedeutung | 09280558 |
|                                         | Hotel Kaiserhof; Hotel Görlitzer Hof; Klinkermauer mit Einfahrt | Salomonstraße 9 (Karte)                                                  | 1877 | Bauherr Gottlieb Urban, Hotel ab 1891 Kaiserhof genannt, nach 1945 Görlitzer Hof, baugeschichtlich und ortsgeschichtlich von Bedeutung. Speisesaal dahinter und die Nebengebäude Pferdestall und Wagenschuppen auf dem Grundstück Salomon 9 sind Abbruch. | 09280585 |
| Weitere Bilder                          | Wohn- und Geschäftshaus in geschlossener Bebauung, mit originaler Ladenfront | Salomonstraße 10, 11, 12 (Karte)                                         | Bezeichnet mit 1899 | Ehemals ein Grundstück mit Berliner Straße 42, Bauherr war der Lederhändler Ludwig Wilhelm Heinrich, der mit dem Haus einen rechten Hofflügel errichtete, baugeschichtlich und straßenbildprägend von Bedeutung. Aufwendiger Bau, eklektizistisch mit Jugendstil-Anklängen. | 09280565 |
|                                         | Mietshaus in geschlossener Bebauung | Salomonstraße 13 (Karte)                                                 | 1880er Jahre | Baugeschichtlich und städtebaulich von Bedeutung. Reiches Stuckdekor, verkröpfte Gesimse, Malerei am Hauptgesims. Neuerer Laden. Ende 2023 wurde die Fassade bei der Sanierung für ein neues Landratsamt mit Genehmigung der Unteren Denkmalschutzbehörde der Stadt Görlitz komplett entstuckt, allerdings ohne Kostenvergleich mit einer denkmalgerechten Fassadensanierung. Das Gebäude soll nach der Sanierung nicht mehr dem Denkmalschutz unterliegen, was aber mit Stand Januar 2024 nicht belegt werden kann. | 09285606 |
| Weitere Bilder                          | Mietshaus, vom Typus in geschlossener Bebauung | Salomonstraße 14 (Karte)                                                 | Nach 1890 | Baugeschichtlich und städtebaulich von Bedeutung. Ende 2023 wurde die Fassade bei der Sanierung für ein neues Landratsamt mit Genehmigung der Unteren Denkmalschutzbehörde der Stadt Görlitz komplett entstuckt, allerdings ohne Kostenvergleich mit einer denkmalgerechten Fassadensanierung. Das Gebäude soll nach der Sanierung nicht mehr dem Denkmalschutz unterliegen, was aber mit Stand Januar 2024 nicht belegt werden kann. | 09280566 |
|                                         | Mietshaus in geschlossener Bebauung, mit Hintergebäude | Salomonstraße 16 (Karte)                                                 | Um 1895 | Baugeschichtlich und städtebaulich von Bedeutung | 09280553 |
|                                         | Mietshaus, vom Typus in geschlossener Bebauung | Salomonstraße 20 (Karte)                                                 | 1870er Jahre | Wohl Reichsbahngebäude, Fassade um 1912 verändert, städtebaulich von Bedeutung. Im Putz geflügeltes Rad. | 09289055 |
| Weitere Bilder                          | Mietshaus in geschlossener Bebauung | Salomonstraße 21 (Karte)                                                 | 1870er Jahre | Einfache Fassade, städtebaulich von Bedeutung. Fassade etwas geglättet. Originale Haustür. | 09289054 |
| Weitere Bilder                          | Mietshaus in geschlossener Bebauung | Salomonstraße 22 (Karte)                                                 | 1855 | Fassade um 1910 verändert, städtebaulich von Bedeutung. Originale Fenster, Dachhäuschen. | 09289053 |
|                                         | Mietshaus in geschlossener Bebauung | Salomonstraße 23 (Karte)                                                 | 1855 | Einheitlich gebaut mit Nummer 24, baugeschichtlich und städtebaulich von Bedeutung. Mittelrisalit original, Fassadenveränderung 1920er Jahre. | 09289052 |
|                                         | Mietshaus in geschlossener Bebauung | Salomonstraße 24 (Karte)                                                 | 1855 | Einheitlich gebaut mit Nummer 23, später Fassade verändert, baugeschichtlich und städtebaulich von Bedeutung. Mittelrisalit original, Fassadenveränderung 1920er Jahre. | 09302875 |
|                                         | Mietshaus in geschlossener Bebauung | Salomonstraße 25 (Karte)                                                 | Um 1880 | Baugeschichtlich und städtebaulich von Bedeutung. Fassade geglättet, schönes Tor zur Hofdurchfahrt. | 09289051 |
|                                         | Mietshaus in geschlossener Bebauung, Eckhaus zur Leipziger Straße | Salomonstraße 27 (Karte)                                                 | Um 1880 | Baugeschichtlich und städtebaulich von Bedeutung. Fassade etwas geglättet, originale Haustür. | 09289049 |
|                                         | Wohnhaus in geschlossener Bebauung, Eckhaus | Salomonstraße 28 (Hauptanschrift: Leipziger Straße 47) (Karte)           | Um 1865 | Baugeschichtlich und städtebaulich von Bedeutung | 09280437 |
|                                         | Wohnhaus in geschlossener Bebauung, mit Hintergebäude | Salomonstraße 29 (Karte)                                                 | 1870er Jahre | Baugeschichtlich und städtebaulich von Bedeutung | 09280560 |
| Weitere Bilder                          | Wohnhaus in geschlossener Bebauung mit Fabrik im Hof | Salomonstraße 30, 31 (Karte)                                             | 1885 (Wohnhaus); um 1920 (Fabrik) | Fabrik Nahme und Weise, baugeschichtlich und ortsgeschichtlich von Bedeutung. Fabrik: Putzbau in drei Etagen mit etagenübergreifenden Sälen. Flachere Nebengebäude gegenüber der Fabrik kein Denkmal. | 09280561 |
|                                         | Wohnhaus in geschlossener Bebauung, mit Gaststätte „Thüringer Hof“ | Salomonstraße 34 (Karte)                                                 | Vor 1857 | Städtebaulich und ortsgeschichtlich von Bedeutung. Art-déco-Gestaltung (u. a. zwei Lampen). | 09280563 |
|                                         | Mietshaus in geschlossener Bebauung | Salomonstraße 35 (Karte)                                                 | Nach 1885 | Reiche Putzfassade, baugeschichtlich und städtebaulich von Bedeutung | 09280564 |
|                                         | Mietshaus mit Läden mit originalen Fronten in geschlossener Bebauung, Eckhaus | Salomonstraße 36 (Karte)                                                 | Um 1885 | Aufwändige Putzfassade, baugeschichtlich und städtebaulich von Bedeutung. Läden mit originalen Fronten. Dachausbauten. Laut ALK-Daten ist Anschrift Dresdener Straße 1 nicht mehr vergeben. | 09281250 |
|                                         | Mietshaus mit Laden in geschlossener Bebauung, Eckhaus | Salomonstraße 37 (Dresdener Straße 29) (Karte)                           | Um 1880 | Baugeschichtlich und städtebaulich von Bedeutung. Abgeschrägte Ecke, originale Fenster, Fassade ansonsten geglättet. | 09285607 |
|                                         | Mietshaus in geschlossener Bebauung, mit Laden mit originaler Front | Salomonstraße 38 (Karte)                                                 | Bezeichnet mit 1900 | Späthistoristische Fassade mit Jugendstilelementen, baugeschichtlich und städtebaulich von Bedeutung | 09281438 |
|                                         | Mietshaus in geschlossener Bebauung, mit Laden | Salomonstraße 39 (Karte)                                                 | 1888 | Repräsentativer Bau des ausgehenden 19. Jahrhunderts, Neorenaissancefassade, baugeschichtlich und städtebaulich von Bedeutung, ohne Hinterhaus | 09281439 |
|                                         | Mietshaus in geschlossener Bebauung und Hintergebäude | Salomonstraße 40 (Karte)                                                 | 1893 (Mietshaus); bez. 1894 (Gewerbegebäude) | Letzteres vom Görlitzer Tuchfabrikanten Stiasny als Kontor- und Vorführraum für die von ihm hergestellten Schals, Taschen- und Halstücher sowie andere Accessoires für Damen erbaut, reiche Neorenaissancefassade, baugeschichtlich, städtebaulich und ortsgeschichtlich von Bedeutung. Mit Hinterhaus. Schöne Bleiglasfenster im Treppenhaus. Schöner Treppenaufgang. Mit originaler Hofeinfahrt. Moderner Lichthof, Zwischendecken von gusseisernen Säulen getragen. | 09281440 |
| Weitere Bilder                          | Mietshaus in geschlossener Bebauung, mit Hintergebäude | Salomonstraße 41 (Karte)                                                 | Um 1880 | Repräsentative Neorenaissancefassade, baugeschichtlich und städtebaulich von Bedeutung | 09281441 |
|                                         | Mietshaus mit Laden in geschlossener Bebauung, mit Hintergebäude | Salomonstraße 42 (Karte)                                                 | Um 1870 | Baugeschichtlich und städtebaulich von Bedeutung. Reicher Bau. 1950er Jahre überformt. Sozialistische Insignien in zwei Relieffeldern. | 09281442 |
|                                         | Mietshaus in geschlossener Bebauung, mit Laden | Salomonstraße 43 (Karte)                                                 | Um 1870 | Baugeschichtlich und städtebaulich von Bedeutung | 09281443 |
|                                         | Mietshaus in geschlossener Bebauung, mit Läden | Salomonstraße 44 (Karte)                                                 | Um 1900 | Einheitliche Gestaltung (ein Haus?) mit Salomonstraße 45 / Hospitalstraße 9, baugeschichtlich und städtebaulich von Bedeutung | 09281444 |
|                                         | Mietshaus mit Läden, Eckhaus | Salomonstraße 45 (Hauptanschrift: Hospitalstraße 9) (Karte)              | Um 1880 | Baugeschichtlich und straßenbildprägend von Bedeutung, Historismusfassade mit reicher Putzgliederung | 09281418 |
|                                         | Mietshaus in geschlossener Bebauung, Gewerbegebäude, Einfriedung und Vorgarten | Schillerstraße 1 (Karte)                                                 | Um 1895 | Reiche Späthistorismusfassade, baugeschichtlich und städtebaulich von Bedeutung. Klinkerbau. Hofdurchfahrt in Kehle und unten tolle Holzverkleidung. Treppenhausfenster farbige Bleiverglasung.Gewerbegebäude ist Tischlerei. | 09280860 |
|                                         | Mietshaus in geschlossener Bebauung, Einfriedung und Vorgarten | Schillerstraße 2 (Karte)                                                 | 1894 | Aufwändige Späthistorismusfassade, baugeschichtlich, baukünstlerisch und städtebaulich von Bedeutung. Erker im ersten und zweiten Obergeschoss mit farbigem Bleiglas, Erdgeschoss Altan, drittes Obergeschoss Baldachin aus Holz, schön geschnitzt. Eingangsbereich Stuck in der Kehle, geätzte Scheibe in der Windfangtür links, auch in den Wohnungstüren, Reste in den Treppenhausfenstern, dort auch farbiges Bleiglas. | 09280859 |
|                                         | Mietshaus in geschlossener Bebauung mit Einfriedung und Vorgarten | Schillerstraße 3 (Karte)                                                 | Um 1895 | Aufwändige historistische Fassade, baugeschichtlich, baukünstlerisch und städtebaulich von Bedeutung. Mittelrisalit vorgezogen, Eingangsbereich Terrazzo-Mosaikfußböden, Stuck in Kehle, Art-déco-Deckenbild, Art-déco auch im Treppenhaus, Treppenhausfenster farbig bemalt, Wohnungstüren schön geätzt. Alte Einfriedung. | 09280858 |
|                                         | Mietshaus in geschlossener Bebauung mit Vorgarten | Schillerstraße 4 (Karte)                                                 | Um 1895 | Baugeschichtlich und städtebaulich von Bedeutung. Obergeschosse weiße Verblender, Fassade beschädigt, Mittelbalkons fehlen. | 09280857 |
|                                         | Mietshaus mit Laden in geschlossener Bebauung, Eckhaus zur Körnerstraße, mit Vorgarten | Schillerstraße 5 (Karte)                                                 | Um 1895 | Reiche Späthistorismusfassade, baugeschichtlich und straßenbildprägend von Bedeutung. Eckerker erstes, zweites und drittes Obergeschoss, an Schillerstraße Balkons erstes und zweites Obergeschoss mit Gittern. Hofseitig Holzveranden. Originale Ladenfront. | 09280856 |
|                                         | Mietshaus in geschlossener Bebauung, Eckhaus zur Theodor-Körner-Straße, mit Vorgarten | Schillerstraße 6 (Karte)                                                 | Um 1895 | Baugeschichtlich und straßenbildprägend von Bedeutung. Eckerker erstes und zweites Obergeschoss, darauf Turm. An Schillerstraße Balkon erstes und zweites Obergeschoss mit Gitter. Über Hauseingang geätzte Scheibe. Eingangsbereich Stuck in Kehle, Fußbodenkacheln, geätzte Treppenhausfenster. Klinkerbau. | 09280849 |
|                                         | Mietshaus geschlossener Bebauung mit Vorgarten | Schillerstraße 7 (Karte)                                                 | Um 1890 | Reiche Fassade mit Betonung durch Runderker, baugeschichtlich und städtebaulich von Bedeutung. Klinkerbau, Mitte und Erdgeschoss verputzt. Erstes und zweites Obergeschoss halbrunde Erker, im Erdgeschoss offener Balkon mit schmiedeeisernem Gitter. Über Hofdurchfahrt Loggien mit Gittern. Am linken Hofflügel schöne Holzveranden. | 09280850 |
|                                         | Mietshaus in geschlossener Bebauung mit Vorgarten | Schillerstraße 8 (Karte)                                                 | 1892 | Baugeschichtlich und städtebaulich von Bedeutung. Klinkerbau, Erdgeschoss verputzt. Große Balkons im Erdgeschoss, erstes und zweites Obergeschoss. Vor eingezogenem Eingang Stuckdecke. Eingangsbereic h Stuck in der Kehle, Medaillon. Fußbodenkacheln, teilweise geätzte Treppenhausfenster. Hofseitig Balkons. | 09280851 |
|                                         | Mietshaus in geschlossener Bebauung mit Vorgarten | Schillerstraße 9 (Karte)                                                 | Um 1890 | Baugeschichtlich und städtebaulich von Bedeutung. Eingangsbereich Putzprofile, Balkons rechts an der Fassade recht ruinös. | 09280852 |
|                                         | Mietshaus in geschlossener Bebauung mit Vorgarten | Schillerstraße 10 (Karte)                                                | Bezeichnet mit 1898 | Repräsentative und baukünstlerisch qualitätvolle Fassade, baugeschichtlich und straßenbildprägend von Bedeutung. Obergeschosse weiße Verblendziegel, deutsche Neurenaissance und Neugotik, über Eingang Loggien, rechts Erker erstes und zweites Obergeschoss. Putzprofile in Hofdurchfahrt, schönes Gitter im Haus. Reste geätzter und bemalter Scheiben in den Treppenhausfenstern. | 09280853 |
|                                         | Mietshaus in geschlossener Bebauung mit Vorgarten | Schillerstraße 11 (Karte)                                                | 1907 | Bauherrin Emma Rietz, baugeschichtlich und städtebaulich von Bedeutung. Über Hofdurchfahrt farbige Bleiglasfenster und darüber Loggien mit Gittern. Erker erstes und zweites Obergeschoss, Erdgeschoss Altan, schönes Treppenhaus. | 09280854 |
|                                         | Wohnhaus, nach rechts freistehend, mit Einfriedungsgitter und Vorgarten | Schillerstraße 12 (Karte)                                                | 1892 | Bauherr war der Stadtrat E. Doniges, neobarocke Fassadengestaltung, baugeschichtlich und städtebaulich von Bedeutung. Neubarock, an rechter offener Seite im Erdgeschoss Altan und im ersten Obergeschoss Balkon mit schmiedeeisernem Gitter. Treppenhausfenster Reste geätzter Scheiben. Eingangsbereich schöne Deckenmalerei, Treppenhaus Reste Bemalung. Windfangtür geätzt. | 09280855 |
|                                         | Mietshaus in geschlossener Bebauung, mit Vorgarteneinfassung und Vorgarten | Schillerstraße 21 (Karte)                                                | Um 1930 | Baugeschichtlich und städtebaulich von Bedeutung. Gestaltung ähnlich wie bei Schillerstraße 22, etwas schlichter. Treppenhaus auch vorgezogen und mit farbigen Bleiglasfenstern. | 09280886 |
|                                         | Mietshaus in geschlossener Bebauung, mit Vorgarteneinfassung und Vorgarten | Schillerstraße 22 (Karte)                                                | Um 1930 | Baugeschichtlich und städtebaulich von Bedeutung. Etwas Art-déco-Nachklang. Treppenhaus nach vorn etwas betont mit schönen farbigen Bleiglasfenstern. Schöne Haustür. Innen originale Ausstattung, Gestaltung ähnlich wie bei Nummer 21. | 09280885 |
|                                         | Mietshaus in geschlossener Bebauung mit Vorgarten | Schillerstraße 23 (Karte)                                                | Um 1890 | Aufwändige Historismusfassade, baugeschichtlich und städtebaulich von Bedeutung. Über Eingang Loggien. Rundes Treppenauge. | 09280884 |
|                                         | Mietshaus in geschlossener Bebauung mit Vorgarten | Schillerstraße 24 (Karte)                                                | Um 1890 | Aufwändige Historismusfassade, baugeschichtlich und städtebaulich von Bedeutung. Im Eingangsbereich Stuck in Kehle. Treppenauge abgerundet. | 09280883 |
|                                         | Mietshaus mit Laden in geschlossener Bebauung und Vorgarten | Schillerstraße 25 (Karte)                                                | Um 1890 | Klinkerfassade, baugeschichtlich und städtebaulich von Bedeutung. Klinkerbau, originale Ladenfront. | 09280861 |
|                                         | Mietshaus in geschlossener Bebauung mit Vorgarten | Schillerstraße 26 (Karte)                                                | Um 1890 | Baugeschichtlich und städtebaulich von Bedeutung. | 09280862 |
|                                         | Mietshaus mit Laden in geschlossener Bebauung, Eckhaus | Schulstraße 1 (Karte)                                                    | 1869/1870 | Baugeschichtlich und städtebaulich von Bedeutung | 09280615 |
|                                         | Mietshaus in geschlossener Bebauung | Schulstraße 2 (Karte)                                                    | 1872 | Baugeschichtlich und städtebaulich von Bedeutung | 09280614 |
|                                         | Schule, Turnhalle und Abortgebäude | Schulstraße 3 (Karte)                                                    | 1869 (Schule); 1899 (Schulturnhalle); Ende 19. Jahrhundert (Toilettenhäuschen) | Hier befand sich der 1847 unter Moritz Böttcher angelegte erste Turnplatz der Stadt, baugeschichtlich und sozialgeschichtlich von Bedeutung. Turnhalle und Abortgebäude erst Ende 19. Jahrhundert gebaut. Schulbau zyklopisches Bruchsteinmauerwerk, 1899 in Backstein aufgestockt, Turnhalle Ziegel verputzt, Abortbau an der linken Grundstücksgrenze Ziegel. | 09280613 |
|                                         | Mietshaus mit Laden in nach rechts geschlossener Bebauung und Hintergebäude | Schulstraße 4 (Karte)                                                    | 1871 | Bauherr Tischlermeister F. Meißner, baugeschichtlich und städtebaulich von Bedeutung | 09280612 |
|                                         | Wohn- und Geschäftshaus in geschlossener Bebauung, Eckhaus | Schulstraße 5 (Hauptanschrift: Berliner Straße 21) (Karte)               | 2. Hälfte 19. Jahrhundert | Fassade in Erd- und erstem Obergeschoss 1920er Jahre, baugeschichtlich und straßenbildprägend von Bedeutung | 09280603 |
|                                         | Mietshaus mit Laden in geschlossener Bebauung, Eckhaus | Schulstraße 6 (Hauptanschrift: Berliner Straße 20) (Karte)               | Nach 1875 | Fassade mit Gestaltungselementen des Art Déco, baugeschichtlich und straßenbildprägend von Bedeutung | 09285419 |
|                                         | Wohnhaus in geschlossener Bebauung, mit Laden | Schulstraße 7 (Karte)                                                    | Um 1860 | Baugeschichtlich und städtebaulich von Bedeutung. Hofdurchfahrt. Laden mit originaler Front aus den 1920er Jahren. | 09282287 |
|                                         | Mietshaus | Schulstraße 8 (Karte)                                                    | 1905 | Vom Typus in geschlossener Bebauung, baugeschichtlich und städtebaulich von Bedeutung. Speditionsgebäude Nummer 9: Hintergebäude wohl vor 1900. Drei Bauten in Hufeisenanordnung: Linkes Speicher, hinten quer Pferdeställe und rechts auf dem Grundstück Nummer 9 Bau für Speicher und Comptoir, hier 1891 noch kleines Privatcomptoir angebaut. Alle Gebäude der Spedition abgebrochen. Heute Parkplatz. | 09280607 |
| Direkt Bild zu diesem Denkmal hochladen | Hofgebäude mit gewerblicher Nutzung | Schulstraße 10 (Karte)                                                   | 1880er Jahre | Geschichtlich von Bedeutung | 09280610 |
| Direkt Bild zu diesem Denkmal hochladen | Mietshaus in vom Typ geschlossener Bebauung | Schulstraße 11 (Karte)                                                   | 1885/1886 | Baugeschichtlich und städtebaulich von Bedeutung | 09280608 |
|                                         | Mietshaus in geschlossener Bebauung | Schulstraße 12 (Karte)                                                   | 1877 | Baugeschichtlich und städtebaulich von Bedeutung | 09280609 |
|                                         | Mietshaus in geschlossener Bebauung, Eckhaus | Schulstraße 13 (Karte)                                                   | Um 1880 | Baugeschichtlich und städtebaulich von Bedeutung | 09280611 |
|                                         | Mietshaus in vom Typ geschlossener Bebauung | Schützenstraße 1 (Karte)                                                 | Um 1880 | Baugeschichtlich und städtebaulich von Bedeutung | 09281188 |
|                                         | Mietshaus in geschlossener Bebauung, mit original ausgestattetem Café und Laden | Schützenstraße 3 (Karte)                                                 | 1880er Jahre | Baugeschichtlich und städtebaulich von Bedeutung. Originale Ladenfront mit Schaufensterinnerem, rechts schöne alte Café-Einrichtung, zum Teil Bleiglasfenster, im Treppenhaus geätzte Fenster. | 09281187 |
|                                         | Mietshaus in geschlossener Bebauung | Schützenstraße 4 (Karte)                                                 | 1880 | Innenausstattung original, baugeschichtlich und architekturgeschichtlich von Bedeutung. Im Inneren alles original erhalten, dabei die für Görlitz typischen Wohnungstüren, die Türen in den Wohnungen, das Treppengeländer aus gedrechselten Stäben und schönem Handlauf, auf jeder Etage reich gesprosste und mit farbigem geätzten Glas mit Frauenfiguren versehene Treppenhausfenster. | 09306314 |
|                                         | Villa mit Kutscherhaus und Vorgarten und Einfriedung | Schützenstraße 6 (Karte)                                                 | Um 1890 | Auf Plan von 1867 als Landratsamt bezeichnet, baugeschichtlich und baukünstlerisch von Bedeutung. Mit Vorbau zur Gartenseite, im ersten Obergeschoss Balkon. In der Nazizeit das „Braune Haus“ mit Folterstätte (siehe Roland Otto, „Der Ort des Terrors“). | 09280978 |
|                                         | Verwaltungsgebäude des Fabrikanten Otto Müller und Co sowie Remisen- und Pferdestallgebäude mit Kutscherwohnung | Schützenstraße 7 (Karte)                                                 | 1889 | Beim Contorbau auch Lagerräume, Gebäude Klinker mit Sandsteingliederung in deutscher Neurenaissance, das Hintergebäude auf 1379/3 gehörte ursprünglich zu Schützenstraße 8 (damals 7a), baugeschichtlich von Bedeutung. In den Baupolizeiakten ist nichts vorhanden, da die Akten der NVA übergeben wurden. Einige Fenster original mit Baskülverschlüssen und reicher Profilierung, auch plastische Ornamentik, innen u. a. Treppe mit schmiedeeisernem Gitter, originalen Türen. | 09280977 |
|                                         | Villa mit Villengarten, Einfriedung und Einfahrtspfeiler | Schützenstraße 8 (Karte)                                                 | 1863 | Bauherr Glasfabrikant Th. C. Schulz in Rauscha, baugeschichtlich von Bedeutung. Bau mit Ecktürmchen. Im Eingangsbereich Stuck. Innen geätzte Fenster (teilweise farbig). Zum Teil Holz-Kassetten-Decken. Terrasse. Einfriedung nach links Mauer. Eiserne Zaunsfelder entlang der Schützenstraße und nach hinten zur Otto-Müller-Straße. | 09280976 |
|                                         | Villa und Villengarten | Schützenstraße 9 (Karte)                                                 | 1840–1842 | Lange Villa von Stadtrat Erwin Lüders, vielfach verändert, baugeschichtlich und gartenkünstlerisch von Bedeutung, Haus vielfach umgebaut. Bauherr war wohl nicht wie gedacht der Wagenfabrikant Christoph Lüders, sondern vielmehr 1843 Kgl. Hauptmann von Baczko. | 09280985 |
|                                         | Villa und Vorgarten | Schützenstraße 10 (Karte)                                                | 1880er Jahre | Doppelvilla mit Nummer 11, baugeschichtlich von Bedeutung. Straßenseite Erdgeschoss Vorbau, erstes Obergeschoss Balkon. Eingangsbereich Fußbodenkacheln, Treppenhaus Bleiglasfenster. An Gartenseite geschlossene Veranden. | 09280984 |
|                                         | Villa und Vorgarten | Schützenstraße 11 (Karte)                                                | 1880er Jahre | Doppelvilla mit Nummer 10, baugeschichtlich von Bedeutung. Mittelrisalit an Straßenseite später angesetzt. Giebelornamentik erhalten (Giebelprofile). Schönes Türgitter, Fußbodenkacheln. | 09280983 |
|                                         | Wohnhaus mit Vorgarten | Schützenstraße 12 (Mühlweg 1) (Karte)                                    | Um 1870 | Ein Haus mit Mühlweg 1, baugeschichtlich und städtebaulich von Bedeutung, Eingangsvorbau | 09280982 |
|                                         | Wohnhaus, nach links freistehend, mit Vorgarten | Schützenstraße 13 (Karte)                                                | Um 1880 | Baugeschichtlich und städtebaulich von Bedeutung | 09281156 |
|                                         | Wohnhaus mit Vorgarten | Schützenstraße 14 (Karte)                                                | Um 1880 | Baugeschichtlich und städtebaulich von Bedeutung Mittelrisalit | 09281157 |
|                                         | Wohnhaus, vom Typus in geschlossener Bebauung, mit Nebengebäude | Schützenstraße 15 (Karte)                                                | Um 1880 | Baugeschichtlich und städtebaulich von Bedeutung | 09281164 |
| Weitere Bilder                          | Wohnhaus, Schule, Gartenpavillon, Vorgarten und Einfriedung | Schützenstraße 16 (Karte)                                                | Um 1875 (Wohnhaus); um 1890 (Schule) | Einstige Kosmehlsche Anstalt, Schule im inneren Grundstück, baugeschichtlich und ortsgeschichtlich von Bedeutung. Die Schule war gegründet durch den Diakon der Peterskirche Johann Ernst Kosmehl, gebaut 1851, wohl als private höhere Mädchenschule, die dann auf die Konsulstraße 23 umzog. Pavillon stand auf der Struvestraße 15 und wurde hierher umgesetzt. | 09281165 |
| Direkt Bild zu diesem Denkmal hochladen | Straßenbrücke über die Bahnstrecke Berlin–Görlitz | Siebenbörner (Karte)                                                     | 2. Hälfte 19. Jahrhundert | Baugeschichtlich und technikgeschichtlich von Bedeutung. Dreibogig. Naturstein-Ziegel. Altes Stahlgeländer. | 09283055 |
|                                         | Helenenbad; Badeanstalt mit Funktionsgebäude, Schwimm- und Nichtschwimmerbecken sowie Freiflächen mit Solitärbäumen und Baumreihen | Siebenbörner (Karte)                                                     | 1923 | Baugeschichtlich, sozialgeschichtlich und landschaftsgestaltend von Bedeutung. Sommerbadeanstalt, 1923 angelegt mit Wiesenflächen für Sonnenbäder und einem Wasserbecken von 70 × 25 Metern. „Die Speisung des Wasserbeckens erfolgt durch Quellwasser, das dort in ausreichenden Mengen zutage tritt und der dortigen gegend seit altersher die Bezeichnung ‚Sieben Börner‘ gegeben hat.“ (Görlitz. Monographien deutscher Städte. Berlin 1925). Funktionsbau langer Bau in Holzkonstruktion mit freistehenden Säulen und flachem Satteldach mit über die gesamte Länge hochgezogener Belüftungsanlage mit Lamellen. Teils massives Untergeschoss. | 09301968 |
| Direkt Bild zu diesem Denkmal hochladen | Pontevorwerk (Sachgesamtheit); Leontinenhof; Vorwerk bei den Sieben Börnern | Siebenbörner 901 (Karte)                                                 | 19. Jahrhundert | Sachgesamtheit Pontevorwerk mit folgenden Einzeldenkmalen: Herrenhaus, altes Wohnhaus, Scheune, Gebäude mit Stallungen und Scheune, kleiner Bau an der Hofeinfahrt, Gutshof, Nischenmauer, Klinkermauer, Brunnenbecken und Reste eines Zaunes mit zwei Toren sowie zwei Pforten zwischen Hof und Gutspark (siehe Einzeldenkmale unter gleicher Anschrift, Obj. 09280723) sowie der Gutspark, Reste der zum Gutshof führenden Lindenallee am Siebenbörner und der Solitärbaum im Gutshof (Gartendenkmale) | 09302785 |
| Direkt Bild zu diesem Denkmal hochladen | Herrenhaus, altes Wohnhaus, Scheune, Gebäude mit Stallungen und Scheune, kleiner Bau an der Hofeinfahrt, Gutshof, Nischenmauer, Klinkermauer, Brunnenbecken und Reste eines Zaunes mit zwei Toren sowie zwei Pforten zwischen Hof und Gutspark (Einzeldenkmale zu ID-Nr. 09302785)                                                                                                   | Siebenbörner 901 (Karte)                                                 | Ab 1418 (Vorwerk); 1854 (Herrenhaus); 19. Jahrhundert (Gutsscheune und Wirtschaftsgebäude) | Einzeldenkmale der Sachgesamtheit Pontevorwerk; erste Erwähnung 1418, der Name Leontinenhof wurde 1854 von dem Besitzer Freiherrn von Gregori gewählt, weil seine Frau, die Witwe des Vorbesitzers Rittmeister Sattig, Leontine hieß, baugeschichtlich, ortsgeschichtlich und straßenbildprägend von Bedeutung | 09280723 |
|                                         | Mietshaus in geschlossener Bebauung | Sohrstraße 1 (Karte)                                                     | 1890 | Baugeschichtlich und städtebaulich von Bedeutung. Prächtig mit Kolossalpilastern und viel Stuck, Balkon mit Atlanten im Erdgeschoss (im ersten Obergeschoss). Im Eingangsbereich Stuck in Kehle, Fußbodenkacheln. Hofseitig schöne offene Holzveranden. | 09281339 |
|                                         | Mietshaus in geschlossener Bebauung | Sohrstraße 2 (Karte)                                                     | Um 1890 | Klinkerfassade, baugeschichtlich und städtebaulich von Bedeutung. Im Eingangsbereich Fußbodenkacheln. Schöne Treppenhausfenster, teilweise geätzt. | 09281340 |
|                                         | Mietshaus in geschlossener Bebauung | Sohrstraße 3 (Karte)                                                     | Um 1890 | Baugeschichtlich und städtebaulich von Bedeutung. Klinkerbau. Schöne Windfangtür mit geätztem Glas. Fußbodenkacheln im Eingangsbereich. In Treppenhausfenstern farbiges Bleiglas. Wohnungstüren mit geätztem Glas, reicher Fassadenschmuck. | 09281341 |
|                                         | Mietshaus in geschlossener Bebauung | Sohrstraße 4 (Karte)                                                     | Um 1890 | Baugeschichtlich und städtebaulich von Bedeutung. In Treppenhausfenstern farbiges geätztes Glas. | 09281342 |
|                                         | Mietshaus in geschlossener Bebauung | Sohrstraße 5 (Karte)                                                     | Um 1890 | Baugeschichtlich und städtebaulich von Bedeutung. In Treppenhausfenstern Reste geätzten Glases. | 09281343 |
|                                         | Mietshaus in geschlossener Bebauung | Sohrstraße 6 (Karte)                                                     | Um 1890 | In den Obergeschossen Klinker, baugeschichtlich und städtebaulich von Bedeutung | 09281344 |
|                                         | Mietshaus in geschlossener Bebauung | Sohrstraße 7 (Karte)                                                     | Um 1890 | Klinkerfassade, baugeschichtlich und städtebaulich von Bedeutung. Medaillons im Eingang. | 09281345 |
|                                         | Mietshaus in geschlossener Bebauung, Eckhaus zur Emmerichstraße, mit Eckladen | Sohrstraße 8 (Karte)                                                     | Um 1890 | Baugeschichtlich und städtebaulich von Bedeutung. Eckladen mit teilweise original erhaltener Front. | 09281346 |
| Direkt Bild zu diesem Denkmal hochladen | Mietshaus in geschlossener Bebauung, Eckhaus zur Emmerichstraße, mit Eckladen | Sohrstraße 9 (Karte)                                                     | 1890er Jahre | Baugeschichtlich und städtebaulich von Bedeutung. Eckladen original erhalten. Im Treppenhaus farbig geätzte Fenster. Im Eingangsbereich Stuck. | 09281332 |
|                                         | Mietshaus in vom Typ geschlossener Bebauung | Sohrstraße 12 (Karte)                                                    | 1890er Jahre | Baugeschichtlich und städtebaulich von Bedeutung. Geätzte Treppenhausfenster. | 09281333 |
|                                         | Mietshaus in geschlossener Bebauung | Sohrstraße 13 (Karte)                                                    | 1890er Jahre | Baugeschichtlich und städtebaulich von Bedeutung. Im Treppenhaus Fußbodenkacheln. | 09281334 |
|                                         | Mietshaus in geschlossener Bebauung | Sohrstraße 14 (Karte)                                                    | 1890er Jahre | Klinkerfassade, baugeschichtlich und städtebaulich von Bedeutung. Klinkerbau. Fußbodenkacheln. | 09281335 |
| Weitere Bilder                          | Mietshaus in geschlossener Bebauung | Sohrstraße 15 (Karte)                                                    | 1890 | Klinker, baugeschichtlich und städtebaulich von Bedeutung. Klinkerbau. Fußbodenkacheln. | 09281336 |
|                                         | Mietshaus in geschlossener Bebauung | Sohrstraße 16 (Karte)                                                    | Um 1890 | Baugeschichtlich und städtebaulich von Bedeutung | 09281337 |
|                                         | Mietshaus in geschlossener Bebauung, Eckhaus zur Blumenstraße | Sohrstraße 17 (Karte)                                                    | Um 1890 | Klinker, baugeschichtlich und städtebaulich von Bedeutung. Erker über erstem, zweitem und drittem Obergeschoss, im Treppenhaus bunte geätzte Fenster. Im Eingangsbereich hüfthohe Marmorverkleidung. | 09281108 |
| Direkt Bild zu diesem Denkmal hochladen | Fabrikgebäude der Brauerei Bescheerer | Sonnenplan 6 (Karte)                                                     | Um 1880 | Baugeschichtlich und ortsgeschichtlich von Bedeutung. Gediegene Fassadengestaltung, Giebelseite schon geglättet. | 09280096 |
|                                         | Wohnhaus in geschlossener Bebauung | Sonnenstraße 1 (Karte)                                                   | 1880er Jahre | Städtebaulich von Bedeutung. Fassade geglättet, aber alles originale Fenster. Rundbogiges Treppenhausfenster. Originale Haustür. Im Eingangsbereich Stuck in der Kehle und Medaillon. Hier befand sich 1867 (Karte) eine Schirm- und Stockfabrik. | 09280080 |
|                                         | Wohnhaus in geschlossener Bebauung | Sonnenstraße 2 (Karte)                                                   | 1870er Jahre | Baugeschichtlich und städtebaulich von Bedeutung. Filigrane Fassadenornamentik mit Balkenkopffries. Zum Hof über Remise Balkon. | 09280079 |
|                                         | Mietshaus in geschlossener Bebauung | Sonnenstraße 3 (Karte)                                                   | 1870er Jahre | Baugeschichtlich und städtebaulich von Bedeutung. Originale Haustür. | 09280078 |
|                                         | Wohnhaus in geschlossener Bebauung | Sonnenstraße 4 (Karte)                                                   | 1860er Jahre | Baugeschichtlich und städtebaulich von Bedeutung. Putznutungen am gesamten Bau. | 09280077 |
|                                         | Mietshaus in nach links geschlossener Bebauung sowie rechts angrenzende Bruchsteinmauer und eiserne Pforte | Sonnenstraße 5 (Karte)                                                   | 3. Viertel 19. Jahrhundert | Städtebaulich von Bedeutung. Hier einst abgesoffener Steinbruch, der Sauteich. | 09289067 |
| Weitere Bilder                          | Brauerei mit allen Gebäuden: Malzdarre, Kühlhaus, Kesselhaus, Tiefenkeller, Wohn- und Restaurationsgebäude und Nebengebäude wie Werkstätten, Pferdestall und Remise | Sonnenstraße 6, 7 (Karte)                                                | Ab 1857 (Brauerei); 2. Hälfte 19. Jahrhundert (Wohn- und Restaurationsgebäude) | Anlage der Brauerei durch Brauermeister Ernst Herrmann Bescheerer, großer Bau an der Sonnenstraße Malzdarre, Leuchtwerbung für Nordstern an der Giebelseite (Firmensignet mit Weinrebe und Schriftzug) bei UDB Görlitz eingelagert, baugeschichtlich, ortsgeschichtlich und technikgeschichtlich von Bedeutung | 09269569 |
|                                         | Wohnhaus in nach rechts geschlossener Bebauung | Sonnenstraße 10 (Karte)                                                  | Um 1910 | Linker Gebäudeteil eingeschossig, rechter Gebäudeteil zweigeschossig, baugeschichtlich von Bedeutung. Vielleicht auch Verwaltungsgebäude. Haustürumrahmung ist bemerkenswert: Reliefs mit Bienenstock. Möglicherweise ist der Bau im Kern älter. | 09280074 |
|                                         | Wohnhaus in geschlossener Bebauung | Sonnenstraße 11 (Karte)                                                  | Um 1830 | Städtebaulich von Bedeutung. Originale Fenster und Haustür. | 09284998 |
|                                         | Mietshaus in geschlossener Bebauung | Sonnenstraße 12 (Karte)                                                  | 1860er Jahre | Baugeschichtlich und städtebaulich von Bedeutung, Sockel zyklopisches Bruchsteinmauerwerk, originale Haustüren | 09289066 |
|                                         | Mietshaus in geschlossener Bebauung | Sonnenstraße 13 (Karte)                                                  | 1860er Jahre | Baugeschichtlich und städtebaulich von Bedeutung. Sockel zyklopisches Bruchsteinmauerwerk, originale Haustüren mit Klinken. Hausausmalung mit Schablonenmalerei. | 09289065 |
|                                         | Mietshaus in geschlossener Bebauung | Sonnenstraße 14 (Karte)                                                  | 1860er Jahre | Baugeschichtlich und städtebaulich von Bedeutung, Sockel zyklopisches Bruchsteinmauerwerk, originale Haustüren | 09289064 |
|                                         | Mietshaus in geschlossener Bebauung | Sonnenstraße 15 (Karte)                                                  | Um 1890 | Baugeschichtlich und städtebaulich von Bedeutung. Drittes Obergeschoss verändert. Hübsche Deckenmalerei in Hofdurchfahrt. Wände mit Schablonenmalerei. | 09280075 |
|                                         | Mietshaus in geschlossener Bebauung | Sonnenstraße 16 (Karte)                                                  | 4. Viertel 19. Jahrhundert | Baugeschichtlich und städtebaulich von Bedeutung. Fassade geglättet, aber noch einige Gurtgesimse und andere Profile. Alte Haustür. Zwei Hofgebäude abgebrochen. | 09280076 |
|                                         | Wohnhaus, nach links in geschlossener Bebauung und Hintergebäude | Sonnenstraße 17 (Karte)                                                  | 1857 (Wohnhaus); 1883 (Hinterhaus) | Hinterhaus zuerst Fouragegeschäft, baugeschichtlich und stadtbaugeschichtlich von Bedeutung, Fassade geglättet | 09269622 |
|                                         | Mietshaus in geschlossener Bebauung | Sonnenstraße 18 (Karte)                                                  | Um 1890 | Baugeschichtlich und städtebaulich von Bedeutung | 09280081 |
|                                         | Mietshaus in geschlossener Bebauung, mit Vorgarten zum Grünen Graben und Einfriedung, Eckhaus | Sonnenstraße 19 (Grüner Graben 4a) (Karte)                               | Um 1860 | Baugeschichtlich und städtebaulich von Bedeutung | 09280082 |
|                                         | Mietshaus mit Läden mit originalen Fronten in geschlossener Bebauung, Kopfbebauung mit Brautwiesenstraße 37 | Spremberger Straße 1 (Karte)                                             | Um 1895 | Baugeschichtlich und platzbildprägend von Bedeutung. Üppig neubarock mit Balkons und Säulen. Treppenhaus original. | 09281214 |
|                                         | Mietshaus in geschlossener Bebauung | Spremberger Straße 2 (Karte)                                             | 1900 | Historismusfassade, baugeschichtlich und städtebaulich von Bedeutung. Helle Verblendziegel. | 09280930 |
|                                         | Mietshaus in geschlossener Bebauung | Spremberger Straße 3 (Karte)                                             | 1900 | Klinkerfassade, baugeschichtlich und städtebaulich von Bedeutung. In Hofdurchfahrt schöne Deckenmalerei, u. a. mit Weinlaubranken. Ein Wandbild. Im Treppenhaus Reste von Schablonenmalerei. Fenster mit verschiedenem Glas. | 09280929 |
|                                         | Mietshaus in geschlossener Bebauung | Spremberger Straße 4 (Karte)                                             | Um 1900 | Baugeschichtlich und städtebaulich von Bedeutung. Hofdurchfahrt und Treppenhaus mit Resten sparsamer Wandmalerei (Schablonen). | 09280928 |
|                                         | Mietshaus in geschlossener Bebauung | Spremberger Straße 5 (Karte)                                             | Um 1900 | Baugeschichtlich und städtebaulich von Bedeutung | 09280927 |
|                                         | Mietshaus in geschlossener Bebauung | Spremberger Straße 6 (Karte)                                             | 1902 | Baugeschichtlich und städtebaulich von Bedeutung, Treppenhausfenster mit Resten von farbigem Bleiglas | 09280926 |
|                                         | Mietshaus in geschlossener Bebauung, mit Laden mit originaler Front | Spremberger Straße 7 (Karte)                                             | Um 1895 | Baugeschichtlich und städtebaulich von Bedeutung. Im Eingangsbereich Reste von Schablonenmalerei. | 09280925 |
|                                         | Mietshaus in geschlossener Bebauung, mit Laden mit originaler Front | Spremberger Straße 8 (Karte)                                             | Um 1895 | Baugeschichtlich und städtebaulich von Bedeutung. In der Mitte erstes, zweites und drittes Obergeschoss Balkons mit schmiedeeisernen Gittern. Rechts und links über gesamte Höhe Loggien. | 09280924 |
|                                         | Mietshaus in geschlossener Bebauung, mit Laden, Eckhaus zur Rauschwalder Straße | Spremberger Straße 8a (Karte)                                            | 1894 | Baugeschichtlich und städtebaulich von Bedeutung. Laden nicht original. Eckhaus, Ecke hochgezogen. Schon etwas repräsentativ, Erdgeschoss aber geglättet. Treppenhausfenster mit verschiedenem Glas. | 09280923 |
|                                         | Mietshaus in geschlossener Bebauung | Spremberger Straße 9 (Karte)                                             | Um 1895 | Baugeschichtlich und städtebaulich von Bedeutung. In Mitte erstes, zweites und drittes Obergeschoss Balkons mit schmiedeeisernen Gittern. | 09280937 |
|                                         | Mietshaus in geschlossener Bebauung | Spremberger Straße 10 (Karte)                                            | Um 1895 | Baugeschichtlich und städtebaulich von Bedeutung, Mittelbalkons fehlen | 09280936 |
|                                         | Mietshaus in geschlossener Bebauung | Spremberger Straße 11 (Karte)                                            | Um 1900 | Baugeschichtlich und städtebaulich von Bedeutung. Fassade geglättet und mit anderer Gliederung versehen. Aber noch schöne alte Fenster, alte Dachlandschaft und alte Hausausstattung. | 09280935 |
|                                         | Mietshaus in geschlossener Bebauung | Spremberger Straße 12 (Karte)                                            | Um 1900 | Klinker, baugeschichtlich und städtebaulich von Bedeutung. In Mitte erstes Obergeschoss Balkon mit Gitter. | 09280934 |
|                                         | Mietshaus in geschlossener Bebauung | Spremberger Straße 13 (Karte)                                            | Um 1900 | Baugeschichtlich und städtebaulich von Bedeutung | 09280933 |
|                                         | Mietshaus in geschlossener Bebauung | Spremberger Straße 14 (Karte)                                            | Um 1900 | Baugeschichtlich und städtebaulich von Bedeutung. Reste von Schablonenmalerei. | 09280932 |
|                                         | Mietshaus in geschlossener Bebauung | Spremberger Straße 15 (Karte)                                            | Um 1900 | Baugeschichtlich und städtebaulich von Bedeutung, Erdgeschoss etwas verändert | 09280931 |
| Weitere Bilder                          | Wohn- und Geschäftshaus in geschlossener Bebauung, Eckhaus | Struvestraße 1 (Marienplatz 3) (Karte)                                   | 1900–1902 | Bauherren Finster und Hoffmann, baugeschichtlich, städtebaulich und straßenbildprägend von Bedeutung. Eckturm mit symbolischen Kartuschen. Erdgeschoss mehrere Läden mit originaler Front. | 09280904 |
|                                         | Toreinfahrt und Mauer mit Pilastergliederung | Struvestraße 4 (Karte)                                                   | Ende 19. Jahrhundert | Klinker, geschichtlich von Bedeutung | 09289057 |
|                                         | Wohnhaus in geschlossener Bebauung und Hofgebäude | Struvestraße 5 (Karte)                                                   | 1865 | Bauherr Carl Friedrich Gürbig, Hofgebäude mit zweifarbigen Verblendern, baugeschichtlich und städtebaulich von Bedeutung. Alte Wohnungseingangstüren. | 09289056 |
| Weitere Bilder                          | Wohnhaus in geschlossener Bebauung | Struvestraße 6 (Karte)                                                   | 1864 | Baugeschichtlich und städtebaulich von Bedeutung | 09280905 |
|                                         | Wohnhaus in geschlossener Bebauung, Eckhaus | Struvestraße 7 (Bismarckstraße 28) (Karte)                               | Um 1860 | Bauherr Polizei-Secretair Bellin, baugeschichtlich und straßenbildprägend von Bedeutung. Ecke hochgezogen. Fassade wohl etwas geglättet und verändert, besonders das Erdgeschoss an der Ecke. | 09280906 |
|                                         | Mietshaus mit originalen Ladenfronten in geschlossener Bebauung, Eckhaus | Struvestraße 8 (Bismarckstraße 5) (Karte)                                | 1868 | Früher Möbelmagazin, Bauherren G. Zander & Comp., baugeschichtlich und städtebaulich von Bedeutung | 09282285 |
| Weitere Bilder                          | Wohnhaus in geschlossener Bebauung | Struvestraße 9 (Karte)                                                   | 1885 | Bauherr Maurermeister F. B. Neumann, baugeschichtlich und städtebaulich von Bedeutung. Aufwändiger Historismusbau im geschlossenen Straßenzug, Geburtshaus der jüdischen Kinderbuchautorin Mira Lobe geborene Hilde Mirjam Rosenthal. | 09280569 |
|                                         | Wohnhaus in geschlossener Bebauung | Struvestraße 10 (Karte)                                                  | 1868 | Bauherr Maurer- und Zimmermeister Schreiber, baugeschichtlich und straßenbildprägend von Bedeutung. Aufwendig gestalteter Flur. Repräsentative und baukünstlerisch qualitätvolle Fassade. | 09280571 |
|                                         | Wohnhaus in geschlossener Bebauung | Struvestraße 11 (Karte)                                                  | 1873 | Bauherr I. F. Kratzer, baugeschichtlich und städtebaulich von Bedeutung, repräsentative und baukünstlerisch qualitätvolle Historismusfassade | 09280572 |
| Weitere Bilder                          | Wohnhaus in geschlossener Bebauung | Struvestraße 12 (Karte)                                                  | 1873 | Bauherr I. F. Kratzer, baukünstlerisch und städtebaulich von Bedeutung. Originale Hausausstattung. Im Eingangsbereich Stuck (Medaillons, kannelierte Wandpfeiler, Reste alter Ausmalung, zum Teil übermalt). | 09280573 |
|                                         | Wohnhaus in geschlossener Bebauung | Struvestraße 13 (Karte)                                                  | 1869 | Bauherr F. Wittkopp, baukünstlerisch und städtebaulich von Bedeutung. Eingangsbereich Stuck, Medaillons, Pilaster, reicher Fassadenschmuck. | 09280574 |
|                                         | Wohnhaus in geschlossener Bebauung | Struvestraße 14 (Karte)                                                  | 1867 | Bauherr Moschbau, baukünstlerisch und städtebaulich von Bedeutung, reicher Fassadenschmuck | 09280567 |
| Weitere Bilder                          | Wohnhaus in geschlossener Bebauung | Struvestraße 15 (Karte)                                                  | 1872 | Bauherr Eugen Franz Conti, baukünstlerisch qualitätvoller Bau in Anlehnung an italienische Palazzoarchitektur, baugeschichtlich, städtebaulich und straßenbildprägend von Bedeutung. Hier stand der Gartenpavillon Schützenstraße 16. | 09280568 |
|                                         | Villa mit Einfriedung, kleinem Klinkerbau, Granitplatten und Granitpflaster im Hof | Struvestraße 16 (Karte)                                                  | 1872 | Kopfbau des geschlossenen Straßenzuges Struvestraße, Bauherr Kaufmann August Haukohl, stilvoller Bau mit nachwirkendem Klassizismus, Bauplastik, Einfriedung mit Granitsteinsockel und -pfeilern sowie schmiedeeisernen Zaunfeldern, zum Nachbargrundstück in Klinkermauerwerk, baugeschichtlich und ortsgeschichtlich von Bedeutung. Baukünstlerisch qualitätvoller Bau in Anlehnung an italienische Villenarchitektur. Im gesamten Haus originale Ausstattung, u. a. allerhand Stuck. | 09280575 |
| Weitere Bilder                          | Katholische Pfarrkirche Heilig Kreuz mit Triumphkreuzgruppe vor der Kirche, der umgebende Kirchgarten mit altem Baumbestand und Garteneinfriedung | Struvestraße 19 (Karte)                                                  | 1850 bis 1853, Pläne 1848 | Pläne vom geheimen Oberbaurat August Soller aus Berlin, baugeschichtlich, künstlerisch, ortsgeschichtlich und städtebaulich von Bedeutung. Dreischiffige und dreijochige Hallenkirche aus Bruchstein (Chor im Süden), im Rundbogenstil, 1850–53 nach einem Entwurf von August Soller, Berlin. Restaurierung 1958 und 1993. Eingezogener 3/8-Chor, Fassade mit Dachreiter, Korbbogenfenster. Ausstattung aus der Erbauungszeit. Soller war Schinkel-Schüler. | 09280975 |
|                                         | Wohnhaus in geschlossener Bebauung | Struvestraße 23 (Karte)                                                  | 1865 | Bauherr Tischlermeister Ernst Wiesner, baugeschichtlich und städtebaulich von Bedeutung. Alte Profile der Fenstergewände. Putznutungen im Erdgeschoss. | 09281644 |
|                                         | Mietshaus mit Laden in geschlossener Bebauung, Eckhaus | Struvestraße 24 (Bismarckstraße 6) (Karte)                               | Um 1890 | Mit originaler Ladenfront, Schaufenster, Schrift „Milch-Arlt“ und Reste alter Fliesen, baugeschichtlich und städtebaulich von Bedeutung. Erdgeschoss gestört. Ecke zur Struvestraße hochgezogen. Hauptanschrift: Struvestraße 24. | 09281643 |
| Direkt Bild zu diesem Denkmal hochladen | Mietshaus in geschlossener Bebauung, Eckhaus | Struvestraße 25 (Hauptanschrift: Bismarckstraße 27) (Karte)              | Um 1870 | Baugeschichtlich und straßenbildprägend von Bedeutung. Gebäude eventuell Geschäftshaus. Fassade geglättet und verändert. Interessante Eckgestaltung mit Balkon im ersten Obergeschoss. Halbovales Treppenauge. Stuck im Eingang. | 09281174 |
|                                         | Mietshaus in geschlossener Bebauung | Struvestraße 26 (Karte)                                                  | 1865 | Bauherr Maurerpolier Hermann Lorenz, baugeschichtlich und städtebaulich von Bedeutung. Ovales Treppenauge. Bunte geätzte Glasfenster im Treppenhaus. Reste von Treppenhausbemalung um 1920. | 09281173 |
| Weitere Bilder                          | Wohnhaus in geschlossener Bebauung | Teichstraße 17 (Karte)                                                   | Um 1840 | Baugeschichtlich und städtebaulich von Bedeutung | 09280073 |
| Weitere Bilder                          | Wohnhaus in geschlossener Bebauung | Teichstraße 18 (Karte)                                                   | Um 1840 | Baugeschichtlich und städtebaulich von Bedeutung | 09280072 |
| Weitere Bilder                          | Wohnhaus in geschlossener Bebauung | Teichstraße 19 (Karte)                                                   | Bezeichnet mit 1842 | Baugeschichtlich und städtebaulich von Bedeutung | 09280071 |
|                                         | Wohnhaus in geschlossener Bebauung, Eckhaus | Teichstraße 20 (Karte)                                                   | Um 1840 | Ehemals mit Gastwirtschaft, baugeschichtlich und städtebaulich von Bedeutung. Mansarddach. Laut ALK-Daten ist Anschrift Demianiplatz 43 nicht mehr vergeben. | 09280070 |
|                                         | Mietshaus in geschlossener Bebauung | Theodor-Körner-Straße 1 (Karte)                                          | 1899 | Aufwändige historistische Fassade mit Jugendstilelementen, baukünstlerisch und städtebaulich von Bedeutung. Jugendstil-Fassadendekor. Terrazzo-Mosaikfußböden. Treppenhausfenster bemalt und geätzt, Fassade identisch mit Nummer 2. | 09280841 |
|                                         | Mietshaus in geschlossener Bebauung | Theodor-Körner-Straße 2 (Karte)                                          | 1899 | Aufwändige Fassade des Späthistorismus mit Jugendstilelementen, baukünstlerisch und städtebaulich von Bedeutung. Fassade identisch mit Nummer 1. Auch Terrazzo-Mosaikfußböden, Treppenhausfenster bemalt und geätzt. | 09280842 |
|                                         | Mietshaus in geschlossener Bebauung | Theodor-Körner-Straße 3 (Karte)                                          | 1920er Jahre | Eine Fassade mit Nummer 4, baugeschichtlich und städtebaulich von Bedeutung. Art-déco-Gestaltung. | 09277249 |
|                                         | Mietshaus in geschlossener Bebauung | Theodor-Körner-Straße 4 (Karte)                                          | 1920er Jahre | Eine Fassade mit Nummer 4, baugeschichtlich und städtebaulich von Bedeutung. Art-déco-Gestaltung. | 09277250 |
| Weitere Bilder                          | Mietshaus in geschlossener Bebauung | Theodor-Körner-Straße 5 (Karte)                                          | 1896 | Reiche Historismusfassade, baugeschichtlich und städtebaulich von Bedeutung. Hofdurchfahrt Schablonenmalerei. Teilweise geätzte Treppenhausfenster, Fußbodenkacheln. Am linken Hofflügel Veränderungen. | 09280843 |
|                                         | Mietshaus in geschlossener Bebauung | Theodor-Körner-Straße 6 (Karte)                                          | Um 1895 | Reiche Historismusfassade, baugeschichtlich und städtebaulich von Bedeutung. Schöne geätzte Treppenhausfenster, Fußbodenkacheln. Hofseitig offene Balkons. | 09280844 |
|                                         | Mietshaus in geschlossener Bebauung | Theodor-Körner-Straße 7 (Karte)                                          | 1892 | Reiche Historismusfassade, baugeschichtlich und städtebaulich von Bedeutung. Schön geätzte Treppenhausfenster. | 09280845 |
|                                         | Mietshaus in geschlossener Bebauung | Theodor-Körner-Straße 8 (Karte)                                          | Um 1895 | Historismusbau, baugeschichtlich und städtebaulich von Bedeutung. Schöne teils geätzte Treppenhausfenster. | 09280846 |
|                                         | Mietshaus in geschlossener Bebauung, mit rechtem Hofflügel und hinterem Nebengebäude | Theodor-Körner-Straße 9 (Karte)                                          | Um 1895 | Historismusfassade, baugeschichtlich und städtebaulich von Bedeutung. Hofdurchfahrt Reste von Stuck mit Engelsköpfchen in der Kehle, Fußbodenkacheln. | 09280847 |
|                                         | Mietshaus in geschlossener Bebauung | Theodor-Körner-Straße 10 (Karte)                                         | Um 1880 | Fassade um 1910, baugeschichtlich und städtebaulich von Bedeutung | 09302793 |
|                                         | Mietshaus in geschlossener Bebauung, Eckhaus zur Kleinen Konsulstraße | Theodor-Körner-Straße 12 (Karte)                                         | 1890er Jahre | Historismusfassade, Betonung durch überhöhte Ecke und Balkons, baugeschichtlich und straßenbildprägend von Bedeutung. An der Ecke Balkons erstes, zweites und drittes Obergeschoss mit schmiedeeisernen Gittern. | 09280848 |
| Weitere Bilder                          | Kondensatorenwerk; Fabrik mit zwei parallel zueinander liegenden Fabrikgebäuden und Verbindungsbau mit Schornstein | Uferstraße 6 (Karte)                                                     | 1877 oder 1884 | Baugeschichtlich, technikgeschichtlich und ortsgeschichtlich von Bedeutung. Sehr große Halle mit eisernen Säulen, die Mauer entlang der Uferstraße gehörte zur Uferstraße 7. Sie war wie eine Befestigungsanlage ausgebildet, mit Türmchen und Parabelbögen. Mauer abgebrochen (Stand 27. Februar 2004). | 09281042 |
|                                         | Mietshaus in geschlossener Bebauung mit Vorgarten und Einfriedung | Uferstraße 14 (Karte)                                                    | Um 1890 | Baugeschichtlich und städtebaulich von Bedeutung. Malerei in der Hofdurchfahrt und im Treppenhaus. | 09281698 |
|                                         | Wohnhaus in geschlossener Bebauung mit Vorgarten und Einfriedung | Uferstraße 15 (Karte)                                                    | Um 1870 | Baugeschichtlich und städtebaulich von Bedeutung | 09285397 |
|                                         | Wohnhaus in geschlossener Bebauung mit Vorgarten und Einfriedung | Uferstraße 16 (Karte)                                                    | Um 1880 | Baugeschichtlich und städtebaulich von Bedeutung | 09281697 |
|                                         | Mietshaus, Eckhaus nach links in geschlossener Bebauung, mit Vorgarten | Uferstraße 17 (Karte)                                                    | Um 1880 | Baugeschichtlich und städtebaulich von Bedeutung | 09281696 |
|                                         | Mietshaus | Uferstraße 17a (Hauptanschrift: Lindenweg 11, 11a) (Karte)               | 1875 | Gebäude über U-förmigem Grundriss in Ecklage zur Uferstraße, Haus 1875 als Hoffmann´sche Badeanstalt errichtet, 1925 Aufstockung und Umbau zum Wohnhaus, auch Parkrestaurant, baugeschichtlich und städtebaulich von Bedeutung. Bauherr der Badeanstalt Carl Hoffmann, Baumeister Otto Höhne, 1920 wurden im Erdgeschoss Wohnungen eingebaut, Umbau zu Wohnhaus Bauherr Berta von Markoff, Architekt A. Hentschel. | 09281052 |
|                                         | Mietshaus in geschlossener Bebauung mit Vorgarten und Einfriedung | Uferstraße 18 (Karte)                                                    | Um 1895 | Klinkerfassade, baugeschichtlich und städtebaulich von Bedeutung. Klinkerbau. | 09281051 |
|                                         | Mietshaus in geschlossener Bebauung mit Vorgarten und Einfriedung | Uferstraße 19 (Karte)                                                    | Um 1895 | Baugeschichtlich und städtebaulich von Bedeutung, geätzte Treppenhausfenster | 09281050 |
|                                         | Mietshaus in geschlossener Bebauung mit Vorgarten und Einfriedung | Uferstraße 20 (Karte)                                                    | Um 1895 | Baugeschichtlich und städtebaulich von Bedeutung | 09281049 |
|                                         | Mietshaus in geschlossener Bebauung mit Vorgarten und Einfriedung | Uferstraße 21 (Karte)                                                    | Um 1895 | Baugeschichtlich und städtebaulich von Bedeutung | 09281048 |
|                                         | Mietshaus in geschlossener Bebauung mit Vorgarten | Uferstraße 22 (Karte)                                                    | 1880er Jahre | Baugeschichtlich und städtebaulich von Bedeutung, bedeutsame alte Hausausstattung | 09281047 |
|                                         | Mietshaus in geschlossener Bebauung mit Vorgarten und Einfriedung | Uferstraße 23 (Karte)                                                    | 1880 | Baugeschichtlich und städtebaulich von Bedeutung, mit kleinem Laden mit Treppchen | 09281046 |
|                                         | Mietshaus in geschlossener Bebauung mit Vorgarten und Einfriedung | Uferstraße 24 (Karte)                                                    | 1880er Jahre | Baugeschichtlich und städtebaulich von Bedeutung | 09281045 |
|                                         | Mietshaus in geschlossener Bebauung und Vorgartengitter | Uferstraße 25 (Karte)                                                    | Um 1890 | Fassade geglättet, städtebaulich von Bedeutung, mit Hausausstattung | 09281044 |
|                                         | Mietshaus in geschlossener Bebauung, Eckhaus, mit Vorgarten | Uferstraße 26 (Karte)                                                    | Um 1890 | Baugeschichtlich und städtebaulich von Bedeutung. Ecke hochgezogen, Eingang sehr interessante Art-déco-Ausmalung, im Treppenhaus ebensolche, aber einfacher mit Schablone. Hier wohnte der Architekt oder Bildhauer Heinz Grunwald, von dem die Traditionssäule Dr.-Kahlbaum-Allee stammt. | 09281043 |
|                                         | Mietshaus in geschlossener Bebauung | Uferstraße 27 (Karte)                                                    | Um 1910 | Baugeschichtlich und städtebaulich von Bedeutung. Bunte Bleiglasfenster im Treppenhaus. | 09281040 |
|                                         | Wohnhaus in geschlossener Bebauung | Uferstraße 28 (Karte)                                                    | Bezeichnet mit 1910 | Baugeschichtlich und städtebaulich von Bedeutung. Originale Türen, Jugendstil-Portal, Balkons fehlen. | 09285398 |
|                                         | Wohnhaus in geschlossener Bebauung | Uferstraße 29 (Karte)                                                    | Um 1910 | Baugeschichtlich und städtebaulich von Bedeutung. Originale Tür, Balkons fehlen. | 09285399 |
|                                         | Fabrikhalle mit Sheddächern, ursprünglich Tuchfabrik | Uferstraße 30 (Bergstraße 2) (Karte)                                     | 3. Viertel 19. Jahrhundert | Baugeschichtlich und ortsgeschichtlich von Bedeutung. Laut Karte von 1867 Tuchfabrik. | 09281041 |
| Weitere Bilder                          | Zwei im Winkel stehende Fabrikgebäude, eines davon mit Schornstein, und davor liegendes Nebengebäude | Uferstraße 32 (Karte)                                                    | 1850er Jahre | Baugeschichtlich und ortsgeschichtlich von Bedeutung. Zwei Flügel in zyklopisch versetztem Bruchsteinmauerwerk und Klinkermauerwerk. Bau wurde später mit Klinker aufgestockt und andere Bauten kamen hinzu. | 09282678 |
|                                         | Wohn- und Gewerbebau | Uferstraße 33 (Karte)                                                    | 1870er Jahre | Bauherr Fabrikbesitzer Geisler, rückseitig an Uferstraße 32 und hinten an die Stadtmauer gebaut, wirtschaftsgeschichtlich von Bedeutung. Baujahr wohl 1875. | 09300327 |
| Direkt Bild zu diesem Denkmal hochladen | Fünf Doppelwohnhäuser mit separaten Eingängen in flachen, die Gebäude verbindenden Zwischentrakten (Einzeldenkmale zu ID-Nr. 09282997) | Ulmenhof 1, 2, 3, 4, 5, 6, 7, 8, 9, 10 (Karte)                           | 1928 | Bestandteil der Wohnanlage Lilienthalstraße, Parsevalstraße und Zeppelinstraße, baugeschichtlich und sozialgeschichtlich von Bedeutung. Doppelwohnhäuser mit separaten Eingängen. Auf den Zwischentrakten Balkons. Dreieckige Dachfenster. Wohnungstüren über Treppen zu erreichen. Einzelne Häuser mit Treppenanlage und Vorgärten. | 09281674 |
| Weitere Bilder                          | Wilhelmsplatz; Städtischer Schmuckplatz in seiner Raumbildung und Flächengliederung mit Resten einer umlaufenden Doppelallee, Wegesystem mit Granitkanten, struktur- und raumbildender Bepflanzung sowie zentraler Rasenfläche mit Blumenbändern, daneben runder Pavillon und Denkmal für die Opfer des Faschismus                                                                   | Wilhelmsplatz (Karte)                                                    | 1848 (Platz); 1860–1862 (1. gärtnerische Gestaltung); 1948 (Errichtung Mahnmal für die Opfer des Faschismus); 1938 (Bau einer unterirdischen Bedürfnisanstalt); 1998 (Bau der transparenten Überdachung) | Ältester und größter als gärtnerische Schmuckanlage gestalteter Stadtplatz in Görlitz, ortsgeschichtlich, baugeschichtlich, städtebaulich und gartenkünstlerisch von Bedeutung | 09282088 |
|                                         | Wohnhaus in geschlossener Bebauung, Eckhaus | Wilhelmsplatz 1 (Karte)                                                  | Um 1908 | Gebäude im Reformstil der Zeit um 1908, baugeschichtlich und platzbildprägend von Bedeutung. Im Treppenhaus verbleite Glasfenster. | 09281400 |
| Direkt Bild zu diesem Denkmal hochladen | Wohnhaus in geschlossener Bebauung | Wilhelmsplatz 1a (Karte)                                                 | Um 1908 | Gebäude im Reformstil der Zeit um 1908, baugeschichtlich und städtebaulich von Bedeutung, Treppenhaus Bleiglasfenster | 09282424 |
|                                         | Mietshaus in geschlossener Bebauung | Wilhelmsplatz 2 (Karte)                                                  | Bezeichnet mit 1888 | Klinkerfassade, baugeschichtlich und städtebaulich von Bedeutung. Klinkerbau, Sandstein mit Stuck. Treppenhausausstattung original. Geätzte Fenster. | 09281401 |
| Direkt Bild zu diesem Denkmal hochladen | Wohnhaus in geschlossener Bebauung | Wilhelmsplatz 3 (Karte)                                                  | Um 1850 | Schlichte Fassade, baugeschichtlich und städtebaulich von Bedeutung | 09281402 |
| Direkt Bild zu diesem Denkmal hochladen | Wohnhaus in geschlossener Bebauung | Wilhelmsplatz 4 (Karte)                                                  | Um 1870 | Neorenaissancefassade, baugeschichtlich und städtebaulich von Bedeutung | 09281403 |
| Weitere Bilder                          | Gewerbeschule; Luisenschule; Frédéric-Joliot-Curie-Schule; Joliot-Curie-Gymnasium; Schule mit Schulturnhalle und Nebengebäude im Hof | Wilhelmsplatz 5 (Karte)                                                  | 1872/73 | Stattliches Gebäude mit Neorenaissancefassade, zunächst Provinzialgewerbeschule, 1906 Errichtung eines Saalbaus für Aula und Turnhalle (heute Sporthalle), Mai 1927 Aufstockung des Hauptbaus, Verbindung des Hof- und Hauptgebäudes durch einen Brückenbau (Einweihung im Oktober 1927), baugeschichtlich, ortsgeschichtlich und platzbildprägend von Bedeutung. Ostern 1882 wird die Mädchenschule in die bisherige Gewerbeschule verlegt, 1911 erhielt die Schule den Namen „Luisenschule“ (nach der Stifterin der Landesältesten Christiane Luise von Gersdorff, geborene Hohberg), 14. Juni jährliches Stiftungsfest. Im August 1928 Wandbilder von Otto Engelhardt – Kyffhäuser in der Aula, diese in den letzten beiden Kriegsjahren ausgelagert, Verbleib unbekannt, Juni 1929 Einweihung der Orgel, 1945 Gestühl der Aula und die Orgel entfernt, an Fassade filigrane Profilleisten und Gesimse. | 09281404 |
|                                         | Mietshaus in geschlossener Bebauung | Wilhelmsplatz 6, 6a (Karte)                                              | Um 1880 | Herrschaftliches Gebäude mit hervorgehobenem Mittelrisalit, baugeschichtlich und städtebaulich von Bedeutung, geätzte Fenster | 09281405 |
|                                         | Wohnhaus in nach links in geschlossener Bebauung | Wilhelmsplatz 7 (Karte)                                                  | Um 1880 | Aufwändige Fassade mit risalitartig hervorgehobenem Mittelteil, dort durch Balkone betont, filigraner Bauschmuck, an der Giebelseite erkerartiger Vorbau, dieser flankiert von zwei Medaillons, baukünstlerisch und straßenbildprägend von Bedeutung | 09281406 |
|                                         | Wohnhaus in geschlossener Bebauung | Wilhelmsplatz 8 (Karte)                                                  | 1860er Jahre | Fassade in der Art florentinischer Renaissancepaläste, baukünstlerisch und straßenbildprägend von Bedeutung | 09281267 |
|                                         | Wohnhaus in geschlossener Bebauung | Wilhelmsplatz 9 (Karte)                                                  | Um 1870 | Reiche Historismusfassade mit Stilelementen der Neorenaissance, baugeschichtlich und städtebaulich von Bedeutung. Hofdurchfahrt prächtig mit Pilastern und Kompositkapitellen. Gitter als Treppengeländer. | 09281268 |
|                                         | Wohnhaus in geschlossener Bebauung, mit Läden mit originalen Fronten | Wilhelmsplatz 9a (Karte)                                                 | 1870er Jahre | Ausgewogene Neorenaissancefassade, baugeschichtlich und städtebaulich von Bedeutung | 09281269 |
|                                         | Wohnhaus in geschlossener Bebauung | Wilhelmsplatz 9b (Karte)                                                 | 1870er Jahre | Fassade in Anlehnung an italienische Palazzoarchitektur, baugeschichtlich und straßenbildprägend von Bedeutung | 09281270 |
|                                         | Wohnhaus in geschlossener Bebauung | Wilhelmsplatz 10 (Karte)                                                 | 1870er Jahre | Fassade mit Stilelementen der Neorenaissance, baugeschichtlich und städtebaulich von Bedeutung | 09281271 |
|                                         | Wohnhaus in geschlossener Bebauung, Eckhaus, zur Augustastraße freistehend | Wilhelmsplatz 11 (Augustastraße 1) (Karte)                               | Um 1880 | Baukünstlerisch qualitätvoller Bau in Anlehnung an italienische Palazzoarchitektur, baugeschichtlich, städtebaulich und straßenbildprägend von Bedeutung | 09281272 |
|                                         | Wohnhaus, Eckhaus zur Augustastraße, hier freistehend, mit schmiedeeiserner Toreinfahrt | Wilhelmsplatz 12 (Karte)                                                 | 1870er Jahre | Eine Fassade mit Nummer 13, baukünstlerisch qualitätvoller Bau mit überhöhten Seitenrisaliten, durch Karyatiden und Pilastergliederung betonter Eingangsbereich, baugeschichtlich, baukünstlerisch und platzbildprägend von Bedeutung. Zur Augustastraße reich geschnitzte Holzveranden. Beide Treppenaufgänge mit Pilastern. | 09280142 |
|                                         | Wohnhaus in geschlossener Bebauung | Wilhelmsplatz 13 (Karte)                                                 | 1870er Jahre | Eine Fassade mit Nummer 12, baukünstlerisch qualitätvoller Bau mit überhöhten Seitenrisaliten, durch Karyatiden und Pilastergliederung betonter Eingangsbereich, baugeschichtlich, baukünstlerisch und platzbildprägend von Bedeutung. Beide Treppenaufgänge mit Pilastern. | 09281273 |
|                                         | Wohnhaus in geschlossener Bebauung, mit Laden | Wilhelmsplatz 14 (Karte)                                                 | 1870er Jahre | Qualitätvolle Fassade im Stil der Neorenaissance mit überhöhten Seitenrisaliten, baugeschichtlich und städtebaulich von Bedeutung, Ladenfront später verändert | 09281274 |
|                                         | Wilhelmshallen; Haus Rüdiger; Gasthof in geschlossener Bebauung, später Gaststätte | Wilhelmsplatz 15 (Karte)                                                 | 1858 | Gebaut von Particulier Wirth, im ersten Obergeschoss vier Konsolfiguren, baugeschichtlich und ortsgeschichtlich von Bedeutung. Haus 1936 in der Formensprache des dritten Reiches umgebaut, in dieser reinen Form nur noch selten, deshalb unbedingt erhaltenswert. Erdgeschoss keramikverkleidet, am ersten Obergeschoss vier Konsolfiguren mit Attributen. Attika auch mit Keramik verblendet. Im Erdgeschoss ehemals links Billard und rechts Gaststube, im Hof Remise und Pferdeställe. | 09281275 |
|                                         | Mietshaus mit Läden in geschlossener Bebauung, Eckhaus | Wilhelmsplatz 16 (Hauptanschrift: Jakobstraße 6) (Karte)                 | Um 1850 | Baukünstlerisch qualitätvoller Bau mit Anlehnung an italienische Palazzoarchitektur, baugeschichtlich und straßenbildprägend von Bedeutung | 09281276 |
| Direkt Bild zu diesem Denkmal hochladen | Sechs Mehrfamilienwohnhäuser in geschlossener Bebauung, Nummer 19 nach links in offener Bebauung, Nummer 21 Eckhaus, Nummer 29 nach rechts in offener Bebauung, Nummer 19 mit Laden (Einzeldenkmale zu ID-Nr. 09282997) | Zeppelinstraße 19, 21, 23, 25, 27, 29 (Karte)                            | Um 1930 | Bestandteil der Wohnanlage Lilienthalstraße, Parsevalstraße und Zeppelinstraße, baugeschichtlich und sozialgeschichtlich von Bedeutung. Putzbauten. Sockel, Hauseingänge aus Klinker. Dreiteilige Fenster mit je drei Sprossen. Sozialer Wohnungsbau, wahrscheinlich kommunal. Laden in Nummer 19 links umgebaut, ehemals grüne Fliesen. Nummer 21 trägt durch konkave Grundrissgestaltung zur Platzbildung bei. Hofseitig Küchenbalkons. Hauseingänge mit Keramikverkleidung. Innen Treppengeländer mit Hasenköpfen. | 09282993 |
|                                         | Die Krankenhausgebäude B, C und D (Girbigsdorfer Straße 1-3), Haus G (Zeppelinstraße 49), Haus F als Kesselhaus, das Schwesternwohnheim im Nordwesten des Geländes, das Wandbild im Foyer des 1972 gebauten Hauses H, ein Kriegerdenkmal und ein Brunnen im Patientengarten nördlich von Haus G sowie Einfriedungsmauern mit Toren und Zufahrten (Einzeldenkmale zu ID-Nr. 09302671) | Zeppelinstraße 49 (Karte)                                                | 1901–1905 (Haus B, C, D, G); 1901–1905 (Haus F); nach 1918 (Kriegerdenkmal); 1972 (Wand- und Deckenbild)                                                                                                 | Architekt der alten Bauten Heino Schmieden, dessen Bauten miteinander durch Gänge verbundene, in Klinker ausgeführte Häuser, baugeschichtlich und sozialgeschichtlich von Bedeutung, das Wandbild Zeugnis der angewandten Kunst seiner Zeit in der DDR. Klinikkomplex Klinker mit kleinen Putzfeldern, bei Frauenklinik Veranden im Erdgeschoss und ersten Obergeschoss (Eisenkonstruktion), Hauptbau (Haus B und C) mit zahlreichen Freitreppen mit Eisengeländern, an einem Querflügel Fenster teilweise zugesetzt und mit Plastefenstern (Kunststoff) versehen, urologische Station und Ambulanz, Wohnheim: Putzbau mit Fensterläden, Bruchsteinsockel, originales Holztreppenhaus mit viereckigem Treppenauge, Türen, an Girbigsdorfer Straße „Jede Schwesternarbeit ist Nächstenliebe“, rechts vom Eingang Putzritzungsbild mit drei Schwestern, veränderter Dachausbau, an Längsseite halbrunder Gartensaal, viel Granit verwendet. Das Wandbild in Haus H als dessen ursprünglicher Bestandteil mit Szenen aus Sport und Freizeit der Bevölkerung. Das monochrome Bild ist in ein gipsartiges Material eingeritzt und gespachtelt und mit einer metallen schimmernden Schicht überzogen. Künstler N. Völker. | 09281675 |
| Direkt Bild zu diesem Denkmal hochladen | Wohnhaus | Zeppelinstraße 58 (Karte)                                                | Bezeichnet mit 1927 | Erbaut von der Stadt Görlitz, Portal in Keramik, Haustür original, baugeschichtlich und sozialgeschichtlich von Bedeutung | 09285631 |

## Streichungen von der Denkmalliste
| Bild                                    | Bezeichnung                                            | Lage                           | Datierung              | Beschreibung | ID       |
| --------------------------------------- | ------------------------------------------------------ | ------------------------------ | ---------------------- | --- | -------- |
| Direkt Bild zu diesem Denkmal hochladen | Wohn- und Bürogebäude                                  | Rauschwalder Straße 53 (Karte) | 1920er Jahre (Nr. 54)  | Städtebaulich von Bedeutung, Teilabbruch; nach 2014 von der Denkmalliste gestrichen | 09280425 |
| Direkt Bild zu diesem Denkmal hochladen | Mietshaus mit Laden in geschlossener Bebauung, Eckhaus | Rauschwalder Straße 64 (Karte) | Um 1880                | Laden mit originaler Front und bemerkenswerten Türen aus den 1920er Jahren, baugeschichtlich und städtebaulich von Bedeutung (Cottbuser Straße 24); nach 2014 von der Denkmalliste gestrichen                                                        | 09280957 |
| Direkt Bild zu diesem Denkmal hochladen | Wohnhaus in geschlossener Bebauung, mit Hofflügel      | Salomonstraße 17 (Karte)       | 1860er Jahre           | Baugeschichtlich und städtebaulich von Bedeutung. 2019 oder 2020 abgerissen. | 09280554 |
|                                         | Mietshaus in geschlossener Bebauung, mit Laden         | Salomonstraße 26 (Karte)       | Um 1880                | Baugeschichtlich und städtebaulich von Bedeutung. Fassade geglättet, schlicht, Abbruch zweier Hofgebäude (keine Denkmale), Laden 1920er Jahre. Zwischen 2017 und 2024 aus der Denkmalliste gestrichen.                                               | 09289050 |
| Direkt Bild zu diesem Denkmal hochladen | Lokschuppen der Görlitzer Kreisbahn mit Nebengebäuden  | Siebenbörner                   | 1905 oder etwas später | Hauptbau und kleinerer hinterer Anbau in preußischem Fachwerk, angebaute Nebengebäude aus Klinker, authentisch erhaltene Gebäude mit geschichtlichem Wert und wissenschaftlich-dokumentarischer Bedeutung; nach 2014 von der Denkmalliste gestrichen | 09283058 |

## Tabellenlegende
- Bild: Bild des Kulturdenkmals, ggf. zusätzlich mit einem Link zu weiteren Fotos des Kulturdenkmals im Medienarchiv Wikimedia Commons. Wenn man auf das Kamerasymbol klickt, können Fotos zu Kulturdenkmalen aus dieser Liste hochgeladen werden:
- Bezeichnung: Denkmalgeschützte Objekte und ggf. Bauwerksname des Kulturdenkmals
- Lage: Straßenname und Hausnummer oder Flurstücknummer des Kulturdenkmals. Die Grundsortierung der Liste erfolgt nach dieser Adresse. Der Link (Karte) führt zu verschiedenen Kartendiensten mit der Position des Kulturdenkmals. Fehlt dieser Link, wurden die Koordinaten noch nicht eingetragen. Sind diese bekannt, können sie über ein Tool mit einer Kartenansicht einfach nachgetragen werden. In dieser Kartenansicht sind Kulturdenkmale ohne Koordinaten mit einem roten bzw. orangen Marker dargestellt und können durch Verschieben auf die richtige Position in der Karte mit Koordinaten versehen werden. Kulturdenkmale ohne Bild sind an einem blauen bzw. roten Marker erkennbar.
- Datierung: Baubeginn, Fertigstellung, Datum der Erstnennung oder grobe zeitliche Einordnung entsprechend des Eintrags in der sächsischen Denkmaldatenbank
- Beschreibung: Kurzcharakteristik des Kulturdenkmals entsprechend des Eintrags in der sächsischen Denkmaldatenbank, ggf. ergänzt durch die dort nur selten veröffentlichten Erfassungstexte oder zusätzliche Informationen
- ID: Vom Landesamt für Denkmalpflege Sachsen vergebene, das Kulturdenkmal eindeutig identifizierende Objekt-Nummer. Der Link führt zum PDF-Denkmaldokument des Landesamtes für Denkmalpflege Sachsen. Bei ehemaligen Kulturdenkmalen können die Objektnummern unbekannt sein und deshalb fehlen bzw. die Links von aus der Datenbank entfernten Objektnummern ins Leere führen. Ein ggf. vorhandenes Icon  führt zu den Angaben des Kulturdenkmals bei Wikidata.

## Ausführliche Denkmaltexte
1. ↑  Beschreibung des Gartendenkmals (Ragnhild Kober, 17. September 2008):
  - Geschichte: 1921 Arbeiterschwimmverein beschließt den Bau des Bades, 28. Mai 1922 Eröffnung als „Volksbadeanstalt am Leontinenhof“, 19. Juni 1945 Eröffnung nach Instandsetzung, 1992 Modernisierung von Kiosk, Duschen und Umkleidekabinen, 2002 Schließung wegen des undichten Beckens und der damit nicht garantierbaren Wasserqualität, 1. August 2007 Wiedereröffnung als Luftbad (Quelle: Internet Stadtwiki Görlitz)
  - Einfriedung: an der Nordgrenze Eingangstor und Zaun aus Metallkonstruktion, an der Ostgrenze Zaun und Pforte aus Metallkonstruktion, weitere Tore an der Nordwest- und Südost-Ecke
  - Erschließung: Eingangstor im Norden an der Straße Siebenbörner, ein Tor in Nähe der Südost-Ecke, ein Tor und Parkplatz in Nähe der Nordwest-Ecke
  - Bodenrelief: schmales Tal im Südwest-Bereich, tiefer liegende Ebene im zentralen Bereich, höhere Ebene im Westbereich, Hangfläche zwischen unterer und oberer Ebene, von Süd nach Nord ansteigende Hangfläche (Sonnenhang) im Norden des Schwimmbeckens, von Nord nach Süd ansteigende Hangfläche im Süden des Schwimmbeckens
  - Wasserelement: im Südost-Bereich an der tiefsten Stelle des Geländes Nichtschwimmer- und Schwimmerbecken als langgestreckte rechteckige Beckenanlage mit Terrassierung zum Nichtschwimmerbecken im Westen und von West nach Ost tiefer werdenden großen Schwimmerbecken im Osten
  - Gehölze: Baumreihen (an der Nordgrenze Linden und Spitzahorn, an der West-Grenze Linde, Bergahorn, Buche, Roteiche und Spitzahorn, an der Süd-Grenze Spitzahorn, Linde, Kirsche, im Süden parallel zum Becken Bergahorn), Baumgruppen (drei Pappeln an der Nordwest-Ecke, drei Pappeln und zwei Linden an der Südwest-Ecke, zwei Pappeln an der Südost-Ecke, zwei Eichen an der Nordost-Ecke des Schwimmbeckens), im Nord- und West-Bereich mehrere Baumgruppen und Solitärbäume (vorrangig Linde und Spitzahorn)
  - Bemerkung: Sicherung des gesamten Geländes und zusätzlich des Bereiches des alten Schwimmbeckens durch Metallzäune (nach 1990), West-Grenze unklar (die zum Bad gehörende Baumreihe steht außerhalb des derzeitigen Zaunes, die Zäune der hier angrenzenden Kleingärten stehen außerhalb der Baumreihe), im Nordost-Bereich befinden sich Umkleidekabinen überdeckt mit drei Dachkonstruktionen (Wellasbest, gestrichen), über Treppen und kleine Podeste werden die einzelnen Kabinen von außen erschlossen, ein Mehrzweckgebäude steht in der Nordost-Ecke des Geländes
2. ↑  Erste Erwähnung 1418, der Name Leontinenhof wurde 1854 von dem Besitzer Freiherrn von Gregori gewählt, weil seine Frau, die Witwe des Vorbesitzers Rittmeister Sattig, Leontine hieß, baugeschichtlich, ortsgeschichtlich und straßenbildprägend von Bedeutung. Alte Mauer von 1748. Inschrift dort. Jecht S. 599: „Der Name Leontinenhof wurde 1854 von dem Besitzer Freiherrn von Gregori gewählt, weil seine Frau, die Witwe des Vorbesitzers Rittmeister Sattig, Leontine hieß. .... 1418 ist Besitzer dieses Vorwerks Güntzel Steiner .....“ Alle Besitzer angeführt. 1700 Brand im Zobelschen Vorwerk (Jecht S. 599f).

Inschrift in der Mauer „Gott allein die Ehre. Ad. 1685 hat dieses Vorwerg erkauffet / und / gäntzlich renoviren lassen / Daniel Zobel, Bürger in Görlitz, / gebürtig von / Franckfurt am Mayn. / Gott schütze dieses Hauß mit seiner / [...] = Hand / Er segne Feld und [...] behüte für / [...] und Brand. / Anno 1686 [...] 20. September“. Lücken vielleicht: mit seiner ... Vater-Hand, ... und Graß ... Krieg und Brand

Beschreibung des Gartendenkmals (Ragnhild Kober, 17. Dezember 2008):

Teile der Anlage: 

a) Reste einer Lindenallee am Siebenbörner

b) Gutshof mit Hofbaum (Eiche)

c) Gutspark

d) Hofeinfahrt im Südosten des Gutshofes

e) nordwestliche Zufahrt zum Gutshof

f) ehemalige westliche Zufahrten zu den beiden Scheunentoren

  - Einfriedung: im Nordwesten des Gutshofes ehemaliges Nordwest-Tor mit einem erhaltenen Torpfeiler aus Ziegelmauerwerk mit Abdeckplatte (Granit), an der Nordwest-Ecke des Herrenhauses vier Pfeiler von Zaun, Tor und Pforte mit Radabweisern (Granit) an den Torpfeilern, an der Südwest-Ecke des Herrenhauses vier Pfeiler (Granit) von Zaun, Tor und Pforte sowie Radabweiser (Granit) an den Torpfeilern und eine erhaltene Pforte (Metallkonstruktion), im Westen des Herrenhauses Klinkersockel des ehemaligen Zaunes und ein erhaltenes Zaunfeld (Metallkonstruktion)
  - Erschließung: Zufahrt von Nordwesten, ehemalige Zufahrten zu zwei Scheunentoren im Westen, Hofeinfahrt im Südosten des Gutshofes, vom Gutshof an der Südwest- und Nordwest-Ecke des Herrenhauses je ein Tor und eine Pforte zum Gutspark
  - Bodenrelief: von Süd nach Nord ansteigendes Gelände, im Ost-Bereich unterer südlicher und oberer nördlicher Parkbereich, zwischen diesen beiden ein leicht ansteigender Parkbereich, im Südosten des Herrenhauses eine kleine Anhöhe, im Süden von dieser Anhöhe die Nischenmauer (siehe Gartenbauten) als Stützmauer
  - Gartenbauten: im Südosten des Herrenhauses Nischenmauer mit zwei Nischen (verputztes Ziegelmauerwerk) als Stützmauer mit Brüstungsmauer aus Ziermauerwerk (rote Klinker) im Süden einer kleinen Anhöhe, die sich rechts und links anschließenden Mauerabschnitte aus Bruchsteinmauerwerk mit Putzresten und Abdeckung mit roten Klinkern, zwischen den beiden Nischen zwei Steintafeln mit Aufschriften (die obere kleinere Tafel stark verwittert, die untere größere mit der Inschrift: „Gott allein die Ehre: / Ad. 1685 hat dieses Vorwerg erkauffet / und / gäntzlich renoviren lassen / Daniel Zobel, Bürger in Görlitz, / gebürtig von / Franckfurt am Mayn. / Gott schütze dieses Hauß mit seiner / [...] = Hand / Er segne Feld und [...] behüte für / [...] und Brand. / Anno 1686 [...] 20. September“, siehe Foto), Klinkermauer mit drei Pfeilern im Süden des Herrenhauses
  - Wasserelement: Brunnenbecken im Südosten des Herrenhauses mit abgerundetem Beckenrand aus Beton mit Ziegelkern
  - Gehölze: Reste einer Baumallee (Linden) an der Straße Siebenbörner, Hofbaum (Eiche) im Westen des Gutshofes, Baumreihe (9 Eichen) an der Nordgrenze des Ost-Bereiches, eine weitere Baumreihe (fünf Buchen) im Süden der Eichenreihe, Baumgruppe (drei Buchen, eine Linde und zwei Eichen an der Nordwest-Ecke, zwei Linden und ein Spitzahorn auf der kleinen Anhöhe im Norden der Nischenmauer), Solitärbäume (zwei Buchen an der Nord-Grenze, eine Buche im Zentrum des Ost-Bereiches), Baumgruppen und Solitärbäume im Ostbereich (drei Rotdorn, zwei Lebensbäume, eine Trauerweide?, Linden, Buchen, Eschen, Rosskastanien, Koniferen), wenige Obstbäume im Nord-Bereich (Apfel, Kirsche, Pflaume)
  - Bemerkung: die Gebäude im Norden des Gutshofes brechen zusammen, zum Teil stehen nur noch die Außenmauern, der Park ist verwildert, die Wege (in der topografischen Karte von 1939 eingetragen) sind überwachsen
3. ↑  Beschreibung des Gartendenkmals (Ragnhild Kober, 12. Januar 2009):

An der Ostseite der Villa Terrasse mit Exedra, Balustrade und aufgesetzten Pflanzgefäßen (Vasen) sowie Treppe zum Garten
  - Einfriedung: östlicher und südlicher Einfriedungszaun mit Granitsteinsockel und Granitpfeilern sowie Zaunfeldern aus Metallkonstruktion, in der Nordwest-Ecke Hof mit Einfriedungsmauer aus Klinkermauerwerk und Abdecksteinen aus Klinkern
  - Erschließung: Hof mit Granitplatten
  - Gartenbauten: ein kleiner Klinkerbau mit Tür und zwei kleinen Fenstern an der Westseite des Hofes (Gartengeräteschuppen?)
  - Gehölze: im Hof ein Solitärbaum (Rosskastanie), Baumreihe oder Reste einer Baumreihe (zwei Rotdorn an der Ost-Grenze, ein Rotdorn an der Südgrenze), je ein Buchsbaum rechts und links der Terrasse, Rhododendron im Osten der Villa, eine Scheinzypresse im Ost-Bereich des Gartens, geschnittene Hainbuchenhecke an der Ost- und Süd-Grenze mit wenigen Altgehölzen
4. ↑  Geschichte: 1848 Anlegung des als Marktplatz genutzten „Neumarkts“; 1860-1862 Erste gärtnerische Gestaltung nach einem Entwurf von Parkgärtner Eduard Gräfe mit rahmender Doppelallee aus Linden und Ahorn, Sitzbänken, Strauch- und Pflanzengruppen; 1863 Aufstellung der hölzernen Ausstellungshalle vom Görlitzer Gartenbauverein zur Nutzung für Ausstellungen, Veranstaltungen, Zirkus; 1871 Umbenennung in „Wilhelmsplatz“; 1872 Abbau der Ausstellungshalle, Versetzung östlich vom Stadtpark und Nutzung als Musikfesthalle; 1872–1873 zweite gärtnerische Gestaltung nach Entwürfen von Stadtbaurat Marx und Parkinspektor Sperling; 1880–1884 Umgestaltung zu einem städtischen Schmuckplatz mit zentralem Wasserbassin und Brunnenzinkfigur, wohl von Bildhauer Richard Drake, mit Schmuckpflanzungen, Sitzbänken und Beibehaltung der rahmenden Doppelalleen, ab 1896 Blumenschmuck; 1895 Aufstellung des Roon-Denkmals: lebensgroßes Bronzestandbild für Generalfeldmarschall Graf Albrecht von Roon (1803-1879), Bildhauer Johannes Pfuhl aus Berlin; um 1914 Erneuerungsmaßnahmen unter Gartendirektor Heinrich Diekmann, 1919 Brunnen entfernt; 1938 Bau einer unterirdischen Bedürfnisanstalt mit Verkaufsladen an Südwest-Ecke des Platzes; 1938 Umgestaltungsentwurf von Stadtgarteninspektor Brandes, nicht ausgeführt; 1939 Versetzung des Roon-Denkmals in den Otto-Müller-Park, Versetzung des Kaiser-Wilhelm-Denkmals vom Obermarkt auf den Wilhelmsplatz: Anlage einer erhöhten Platzfläche mit Granitplattenbelag und Granit-Stützmauer; 1939–1940 Überarbeitung des Entwurfs von Brandes durch Stadtgartendirektor Henry Kraft und Umgestaltung des Wilhelmsplatzes: zentrale Rasenfläche mit schmalen Blumenrabatten an den Längsseiten, nördlich und südlich unter Doppelallee Pflanzbeete mit (Blüten)Sträuchern, Sitzbänken, Granitkanteneinfassung, Auslichtung der Doppelalleen (jeder zweite Baum entfernt), Anlage von Spielplätzen seitlich am Denkmal, Erneuerung Beleuchtung, Anlage von Parkplätzen; 1942 Abbau und Einschmelzung des Kaiser-Wilhelm-Denkmals; um 1944 Errichtung eines Luftschutzlöschteichs und Splitterschutzgräben auf dem Wilhelmsplatz, bis 1949 Nutzung für Gemüseanbau; 1945 Umbenennung in Karl-Marx-Platz; 1947 Errichtung eines Mahnmals an die Opfer des Faschismus und Verfolgte des Nationalsozialismus, Entwurf von Architekt Fritz Wurm; 1950 Wiederherstellung der Anlage von 1939/40 nach einem Entwurf von Henry Kraft; 1956 Anlage der Pflanzfläche zur Jakobstraße hin, Entwurf Henry Kraft; 1968 Umgestaltung des Platzbereichs an der Jakobstraße in Vorbereitung der 900-Jahr-Feier, Entwurf Henry Kraft: Betonplatten, Hochbeete, Pflanzschalen; 1990 Umbenennung in Wilhelmsplatz; 1992/1998 Umbau Verkaufspavillon; 2003 Restaurierung Mahnmal; 2004 Erneuerung Spielplatz an der Südostecke

Beschreibung des Gartendenkmals (Silke Epple, 29. August 2008, mit Ergänzungen von Sabine Webersinke, April 2011):
  - Aufbau (von innen nach außen): zentrale Rasenfläche mit schmalen Rabatten an den Längsseiten, breite Fußwege an allen vier Seiten des Platzes, Strauchpflanzungen und Weißdorn-Hecke, Ostseite mit VVN-Denkmal, Westseite Platzfläche mit Hochbeeten und Pflanzschalen und Pavillon in Südwestecke Reste der rahmenden Doppelallee aus Winter-Linden und Spitz-Ahornen, innerhalb der äußeren Allee-Reihe Parkplätze an den Längsseiten, Straße, Fußweg
  - Bauliche Schutzgüter:
    - Erschließung/Wegesystem: Fußwege auf dem Platz mit wassergebundener Decke, Granit-Borden und Granit-Pflaster-Rinne, Straße an der West-Seite Granit-Pflaster, Fußwege an den Gebäuden zum Teil Granit-Platten
    - Gartenbauten: runder Pavillon in der Südwestecke, heute Imbiss
    - VVN-Denkmal: gemauertes Monument auf zweistufiger Sockelplatte und auf um zwei Stufen erhöhtem Plateau, mit Granitplattenbelag, an drei Seiten von niedriger Granit-Mauer umgeben

  - Vegetation:
    - Alleen: an allen vier Seiten des Platzes Allee aus alternierend angeordneten Winter-Linden (Tilia cordata) und Spitz-Ahornen (Acer platanoides), gegenständig angeordnet, zum Teil Nachpflanzungen mit Berg-Ahorn (Acer pseudoplatanus), Außenreihe nur noch in Resten vorhanden, Innenreihe lückig,
    - Einzelbäume: zwei Roß-Kastanien (Aesculus hippocastanum) an den Nordost- bzw. Südost-Ecken der zentralen Rasenfläche, zwei mächtige Platanen (Platanus x hispanica) nordwestlich des VVN-Denkmals
    - Hecken und Sträucher: rahmende Strauch-Koniferen-Pflanzungen und geschnittene Weißdorn-Hecke (Crataegus spec.) an den Längsseiten, Rosen-Sträucher (Rosa spec.) an der Westseite des Platzes, rahmende Koniferengruppe am VVN-Denkmal
    - Zierbeete: langgestreckte schmale Stauden-Rabatten an den Längsseiten der zentralen Rasenfläche
5. ↑  Beschreibung des Gartendenkmals (Ragnhild Kober, 21. September 2008):
  - Gartenteile: Vorgarten im Nordosten des Hauptgebäude (an der Girbigsdorfer Straße), Vorgarten am Krankenhausgebäude im Ostbereich, zwei Gartenhöfe und zwei Patientengärten im Südwesten des Hauptgebäudes, ein weiterer Patientengarten im Ost-Bereich (an der Zeppelinstraße)
  - Einfriedung: an der Girbigsdorfer Straße dem Straßengefälle entsprechend abgestufte nordöstliche Einfriedungsmauer (saniert) als Stützmauer aus Klinkermauerwerk (gelb) mit Pfeilern sowie auf diese aufgesetzte Sandsteinpfeiler mit umlaufender Einschnürung und dachförmigem Abschluss, zwischen diesen Zaunfelder aus Metallkonstruktion (senkrechte Stäbe von drei Querstreben gehalten, darunter ein Zierband aufgenietet aus Flachstahl, gelocht und an den Rändern bogenförmig verziert), Mauerfuß mit Granitabdeckung, zwei Torpfeilern des Nordost-Tores mit Abdecksteinen aus Beton, an der Zeppelinstraße dem Straßengefälle entsprechend abgestufte östliche Einfriedungsmauer als Stützmauer aus Bruchsteinmauerwerk (Granit) mit aufgesetzter Mauer aus Ziegelmauerwerk, eine Pforte mit zwei Türflügeln aus Metallkonstruktion und anschließende Treppe von neun Stufen mit Handlauf aus Stahlrohr, die Treppe gefasst in der gleichen Art wie die Stützmauern, ein Tor mit Pfeilern und Torbogen sowie anschließender Zufahrt, im Bereich der Kreuzung zur Heiligen-Grab-Straße ist die Stützmauer teils mit einem Geländer, teils mit einer Hecke gesichert, an der Heiligen-Grab-Straße wird die Stützmauer dem ansteigenden Straßenverlauf und dem Bodenprofil des Gartens entsprechend immer niedriger und endet an einer rechtwinklig in das Gelände verlaufenden Mauer aus Bruchsteinmauerwerk mit Dachziegelabdeckung
  - Erschließung: Nordost-Auffahrt aus Großsteinpflaster (Granit) von der Straße durch das Nordost-Tor geradlinig auf eine Treppenanlage mit Podesten (Neuanlage) geführt und weiter nach rechts und links (als Zu- und Abfahrt) kreisförmig um die Treppenanlage zum Haupteingang des Krankenhauses auf die obere Ebene geführt, eine Straße (mit Bitumendecke auf alter Trasse neu gebaut) von der Girbigsdorfer Straße auf das Klinikgelände führend, zwei Zufahrten im Osten von der Zeppelinstraße, eine Zufahrt im Westen, geschwungen geführte Wege und kleinere Platzflächen (saniert) mit wassergebundener Decke in den Patientengärten
  - Bodenrelief: von Nordosten nach Südwesten ansteigendes Gelände abgefangen durch Stützmauern an der Ost- und Nordost-Grenze, im Osten in das höher liegende Krankenhausgelände eingeschnitten eine Zufahrt mit Stützmauern (Beschreibung der Stützmauern siehe Punkt Gartenbauten), Patientengarten im Ost-Bereich mit landschaftlicher Bodenmodellierung
  - Gartenbauten: im Ost-Bereich Stützmauern der Zufahrt zum Teil mit neuem Material saniert (Sockel aus Granitsteinmauerwerk und aufgesetztes rotes Klinkermauerwerk mit Granitabdeckung, Granitpfeiler und Stahlgeländer, die Eckbetonung mit Pfeilern aus Klinkermauerwerk), im Ost-Bereich über der Zufahrt Brücke vom Krankenhausgebäude zum Patientengarten mit Geländer (Sockel aus Klinkermauerwerk mit Sandsteinabdeckung, darauf Geländer aus Metallkonstruktion, am Anfang und Ende des Geländers höhere Mauerabschnitte aus Klinkermauerwerk mit Sandsteinabdeckung), in der Achse der Brücke zum Patientengarten kleines Plateau (zur Zufahrt abgegrenzt mit einer auf die Stützmauer aufgesetzten Mauer aus rotem Klinkermauerwerk mit Abdecksteinen aus Sandstein, neuem Geländer aus Metall, Eckbetonung mit Pfeilern aus rotem Klinkermauerwerk mit Sandsteinabdeckung und Zierspitze aus Gusseisen), weiter in der Achse der Brücke eine Treppe hinab auf den Platz mit dem Springbrunnen führend (7 Granitblockstufen und Wangen aus rotem Ziegelmauerwerk mit Sandsteinabdeckung)
  - Wasserelemente: im Ost-Bereich kleiner kreisförmiger Springbrunnen im Patientengarten (Brunnenrand sandsteinfarben gestrichen, in der Mitte Sandsteinsockel für die Fontäne, saniert)
  - Gehölze: im Vorgarten im Nordosten des Hauptgebäudes zur Girbigsdorfer Straße Baumgruppen und Solitärbäume (Pappel, Linde, Schwarzkiefer, Esche, Roteiche, Robinie, Kastanien, Hainbuche, Berg- und Spitzahorn, Rotdorn) sowie Sträucher (Rhododendron), im Osten des Hauptgebäudes ein Solitärbaum (Linde), im Patientengarten im Südwesten des südöstlichen Flügels des Hauptgebäudes hainartig aufgewachsener Altbaumbestand (Linden, einige Eichen) und ein Solitärbaum (Buche) sowie Strauchgruppen (Rhododendron) und Bodendecker (Efeu), im Patientengarten im Südwesten des nordwestlichen Flügels des Hauptgebäudes Hain (Linden), im Patientengarten im Ost-Bereich Baumgruppen und Solitärbäume (Kastanie, Bergahorn, Esche, Spitzahorn, Linde, Buche, Hainbuche), im Westen des Hauptgebäudes Baumgruppen und Solitärbäume (Buche, Robinie, Kastanien, Roteiche, Linde, Berg- und Spitzahorn)
  - Kriegerdenkmal: grob behauener Granitstein mit geglätteter Vorderseite, darauf ein Eisernes Kreuz, in diesem oben eine Krone, in der Mitte ein „W“ und unten „1914“, Inschrift: „DEM ANDENKEN / DER KAMERADEN, DIE IHREN / IM FELDE ERLITTENEN WUNDEN / UND ERKRANKUNGEN / IM RESERVE-LAZARETT GOERLITZ / ERLAGEN. / 1914 – 1918“
  - Bemerkung: Instandsetzung der Wege- und Platzflächen in den Patientengärten, Neuanlage des Treppenaufgangs zum Hauptgebäude an der Girbigsdorfer Straße, Verlust an Freiräumen durch Neubauten (im Südwesten des Hauptgebäudes Verbinderbau zu einem neuen Ersatzbau, im Ost-Bereich ein Neubau), Beeinträchtigung des Patientengartens im Südwesten des nordwestlichen Flügels des Hauptgebäudes durch Einfügung von Sitzplätzen und eines Wasserbeckens